# Premi Hugo a la millor representació dramàtica
El Premi Hugo a la millor representació dramàtica s'atorga cada any a pel·lícules de cinema, episodis de televisió o altres obres dramàtiques relacionades amb la ciència-ficció o la fantasia estrenada l'any natural anterior. Originalment, el premi incloïa tant obres de cinema com de televisió, però des de l'any 2003, s'ha dividit en dues categories en funció de la durada, amb independència del lloc on s'exposi: Millor representació dramàtica (forma llarga) i millor representació dramàtica (forma curta). Els premis de representació dramàtica formen part dels premis Hugo més amplis, que la World Science Fiction Society atorga cada any les millors obres i èxits de ciència-ficció o fantasia de l'any anterior. Els premis porten el nom d'Hugo Gernsback, el fundador de la primera revista de ciència-ficció, Amazing Stories, i que abans es coneixia oficialment com el Premi a la Ciència Ficció. El premi ha estat qualificat com "un bon aparador per a la ficció especulativa".

## Història
El premi es va lliurar per primera vegada el 1958 i, amb les excepcions de 1964 i 1966, es va lliurar anualment fins al 2002, quan es va retirar com a tal, per ser substituït per dues noves categories: representació dramàtica (forma llarga) i representació dramàtica (forma curta), en funció de si el treball era més llarg o més curt de 90 minuts. En els premis de 1964 i 1966 no hi va haver nominacions suficients per donar suport a la categoria. Fins al 1971, la categoria es definia com la inclusió d'obres de "ràdio, televisió, escenari o pantalla", i després es va ampliar a "qualsevol mitjà de ciència-ficció o fantasia dramatitzada", donant lloc a la nominació de cançons enregistrades i altres obres. A més dels premis Hugo habituals, des de l'any 1996, els premis Hugo retrospectius, o "Hugos retro", s'atorguen a obres de 50, 75 o 100 anys anteriors en què no es va lliurar cap premi. Fins ara, s'han concedit els premis Retro Hugo per als anys 1939, 1941, 1943–1946, 1951 i 1954; els premis de 1946 i 1951 van ser per a la categoria de millor representació dramàtica mentre que els premis de 1939, 1945 i 1954 van ser per a la categoria de forma curta. No hi havia prou nominacions per donar suport a un premi en la categoria de forma llarga per aquells anys. Els premis de 1941 i 1944 van ser tant per a la forma llarga com la curta.
Els nominats i els guanyadors dels premis Hugo són escollits pels membres assistents o que donen suport a la Convenció anual mundial de ciència-ficció (Worldcon) i la nit de presentació constitueix el seu esdeveniment central. El procés de selecció es defineix a la Constitució de la World Science Fiction Society com una votació instantània amb sis candidats, excepte en cas d'empat. Les obres a la butlleta són les sis més proposades pels socis aquell any, sense límit en el nombre d'obres que es poden presentar. Els premis de 1958 no van incloure cap reconeixement a les representacions finalistes, però des de 1959 es registren tots els nominats a la votació final. Les nominacions inicials les fan els membres de gener a març, mentre que la votació entre els sis nominats es realitza aproximadament d'abril a juliol, subjecte a canvis en funció de quan se celebri la Worldcon d'aquell any. Fins al 2017, la votació final era entre cinc obres; aquell any es va canviar a sis, amb cada nominador inicial limitat a cinc nominacions, i no es permeten més de dues obres per sèrie a la votació final. Les Worldcons se celebren generalment a principis de setembre i cada any se celebren en una ciutat diferent del món. Els membres poden votar "cap premi", si consideren que cap dels nominats és mereixedor del premi d'aquell any, i en el cas que "cap premi" tingui la majoria, l'Hugo no s'atorga en aquesta categoria. Això ha passat quatre vegades en la categoria de representació dramàtica, el 1959, el 1963, el 1971 i el 1977.
El premi sol ser per a representacions de televisió i cinema, però de tant en tant es premien treballs en altres formats: el 1970 es va atorgar a la cobertura informativa de l'allunatge de l'Apollo 11, mentre que el 1971 es van nominar un àlbum conceptual i un àlbum de comèdia. Un altre àlbum de comèdia va ser nominat l'any següent, i una presentació de diapositives va ser nominada el 1976. Una obra de radioteatre va ser nominada el 1979, i tots els premis Retro Hugo de 1939 van ser per a obres de ràdio. El 2004, un discurs d'acceptació dels premis MTV Movie de 2003 va guanyar el premi, mentre que el 2006, es va nominar un esquetx de l'obertura de la cerimònia de lliurament de premis de l'any anterior (fingint ser per al "Premi Victor Hugo"). Un audiollibre va ser nominat el 2009, un altre discurs d'acceptació va ser nominat el 2012, un àlbum conceptual va ser nominat el 2017 i una cançó va ser nominada el 2018.
Durant els 74 anys de nominacions, s'han lliurat 43 premis a la millor representació dramàtica, 22 premis cadascun per a la forma curta i la forma llarga i 11 premis Retro Hugo. Les franquícies individuals amb més premis són la reviscuda Doctor Who de la dècada del 2000 amb 6 premis de forma curta de 37 nominacions, La guerra de les galàxies amb 3 premis a la millor representació dramàtica de 3 nominacions, així com 4 de forma llarga i 5 de forma curta, la sèrie original de La Dimensió Desconeguda amb 3 premis a la millor representació dramàtica de 4 nominacions, Game of Thrones amb 3 victòries de forma llarga i 5 nominacions de forma curta, The Good Place amb 4 victòries de 6 nominacions de forma curta. Altres espectacles o sèries amb múltiples premis o nominacions inclouen la sèrie original de Star Trek amb 2 victòries de 8 nominacions, Star Trek: La nova generació amb 2 victòries de 3 nominacions, The Expanse amb 3 victòries de 6 nominacions de forma curta i Babylon 5 amb 2 victòries de 4 nominacions. Menys èxit ha tingut el Marvel Cinematic Universe amb 1 victòria de 15 nominacions de forma llarga i 3 de forma curta, Buffy the Vampire Slayer amb 1 de 6, Battlestar Galactica (2004) amb 1 de 5 i Harry Potter sense premis després de 7 nominacions. Els membres del grup de hip hop Clipping són els únics artistes musicals que han aconseguit dues nominacions per les seves obres, primer pel seu àlbum Splendor & Misery del 2016 i després per la seva cançó del 2017 "The Deep".

## Guanyadors i nominats
A les taules següents, els anys corresponen a la data de la cerimònia, no a la data de publicació de l'obra. Han guanyat el premi les obres amb fons groc i un asterisc (*) al costat del nom de l'obra; els de fons blanc són els nominats a la llista curta. Les entrades amb un fons gris i un signe més (+) marquen un any en què no es va concedir el premi en ser guanyadora l'opció "cap premi". En el cas de les representacions televisives, el premi és generalment per a un episodi concret més que per a un programa en conjunt; però de vegades, com en el cas de La Dimensió Desconeguda, es va donar per al conjunt de treball de la sèrie d'aquell any.

### 1958–2002
*   Guanyador(s)
  +   No escollit guanyador
| Any  | Treball                                                                           | Creador(s) | Productor(s)                                                              | Ref.   |
| ---- | --------------------------------------------------------------------------------- | --- | ------------------------------------------------------------------------- | ------ |
| 1958 | The Incredible Shrinking Man*                                                     | Jack Arnold (director), Richard Matheson (guionista, història) | Universal Studios                                                         | [ 23 ] |
| 1959 | (sense premi)+                                                                    | |                                                                           | [ 12 ] |
| 1959 | Simbad i la princesa                                                              | Nathan Juran (director), Ken Kolb (guionista), Ray Harryhausen (història) | Morningside Movies/Columbia Pictures                                      | [ 12 ] |
| 1959 | Dracula                                                                           | Terence Fisher (director), Jimmy Sangster (guionista), Bram Stoker (novel·la original) | Hammer Film Productions                                                   | [ 12 ] |
| 1959 | The Fly                                                                           | Kurt Neumann (director), James Clavell (guionista), George Langelaan (història original) | 20th Century Fox                                                          | [ 12 ] |
| 1960 | La Dimensió Desconeguda*                                                          | Rod Serling (creador, guionista) | CBS                                                                       | [ 24 ] |
| 1960 | Men into Space                                                                    | (diversos directors i escriptors) | CBS                                                                       | [ 24 ] |
| 1960 | Murder and the Android                                                            | Alex Segal (director), Alfred Bester (història original) | NBC                                                                       | [ 24 ] |
| 1960 | The Turn of the Screw                                                             | John Frankenheimer (director), James Costigan (guionista), Henry James (història original) | NBC                                                                       | [ 24 ] |
| 1960 | The World, the Flesh and the Devil                                                | Ranald MacDougall (director, guionista), Ferdinand Reyher (història), M. P. Shiel (original novel) | HarBel/Metro-Goldwyn-Mayer                                                | [ 24 ] |
| 1961 | La Dimensió Desconeguda*                                                          | Rod Serling (creador, guionista) | CBS                                                                       | [ 25 ] |
| 1961 | La màquina del temps                                                              | George Pal (director), David Duncan (guionista), H. G. Wells (novel·la original) | Galaxy Films/Metro-Goldwyn-Mayer                                          | [ 25 ] |
| 1961 | Village of the Damned                                                             | Wolf Rilla (director, guionista), Stirling Silliphant (guionista), Ronald Kinnoch (guionista) | Metro-Goldwyn-Mayer                                                       | [ 25 ] |
| 1962 | La Dimensió Desconeguda*                                                          | Rod Serling (creador, guionista) | CBS                                                                       | [ 26 ] |
| 1962 | Thriller                                                                          | (diversos directors i escriptors) | NBC                                                                       | [ 26 ] |
| 1962 | The United States Steel Hour: "The Two Worlds of Charlie Gordon"                  | James Yaffe (guionista), Daniel Keyes (història original) | CBS                                                                       | [ 26 ] |
| 1962 | Village of the Damned                                                             | Wolf Rilla (director, guionista), Stirling Silliphant (guionista), Ronald Kinnoch (guionista) | Metro-Goldwyn-Mayer                                                       | [ 26 ] |
| 1962 | Vynalez zkazy                                                                     | Karel Zeman (director, guionista), František Hrubín (guionista), Jules Verne (novel·la original) | Warner Bros.                                                              | [ 26 ] |
| 1963 | (sense premi)+                                                                    | |                                                                           | [ 13 ] |
| 1963 | La Dimensió Desconeguda                                                           | Rod Serling (creador, guionista) | CBS                                                                       | [ 13 ] |
| 1963 | L'Année dernière à Marienbad                                                      | Alain Resnais (director, guionista), Alain Robbe-Grillet (guionista), Adolfo Bioy Casares (novel·la original) | Argos Films                                                               | [ 13 ] |
| 1963 | The Day the Earth Caught Fire                                                     | Val Guest (director, guionista), Wolf Mankowitz (guionista) | British Lion Films/Pax                                                    | [ 13 ] |
| 1963 | Night of the Eagle                                                                | Sidney Hayers (director), Charles Beaumont (guionista), Richard Matheson (guionista), George Baxt (guionista), Fritz Leiber (novel·la original) | Anglo-Amalgamated/Independent Artists                                     | [ 13 ] |
| 1965 | Dr. Strangelove*                                                                  | Stanley Kubrick (director, guionista), Terry Southern (guionista), Peter George (guionista, novel·la original) | Hawk Films/Columbia Pictures                                              | [ 27 ] |
| 1965 | 7 Faces of Dr. Lao                                                                | George Pal (director), Charles Beaumont (guionista), Charles G. Finney (novel·la original) | Metro-Goldwyn-Mayer                                                       | [ 27 ] |
| 1967 | Star Trek: "El zoo" (The Menagerie)*                                              | Marc Daniels (director), Gene Roddenberry (guionista) | Desilu Productions                                                        | [ 28 ] |
| 1967 | Star Trek: "El truc de la Corbomita" (The Corbomite Maneuver)                     | Joseph Sargent (director), Jerry Sohl (guionista) | Desilu Productions                                                        | [ 28 ] |
| 1967 | Star Trek: "El temps despullat" (The Naked Time)                                  | Marc Daniels (director), John D. F. Black (guionista) | Desilu Productions                                                        | [ 28 ] |
| 1967 | Fahrenheit 451                                                                    | François Truffaut (director, guionista), Jean-Louis Richard (guionista), Helen G. Scott (guionista), Ray Bradbury (novel·la original) | Anglo Enterprises/Vineyard                                                | [ 28 ] |
| 1967 | Viatge fantàstic                                                                  | Richard Fleischer (director), Harry Kleiner (guionista), David Duncan (guionista), Jerome Bixby (història), Otto Klement (història) | 20th Century Fox                                                          | [ 28 ] |
| 1968 | Star Trek: "La ciutat a la frontera del futur" (The City on the Edge of Forever)* | Joseph Pevney (director), Harlan Ellison (guionista) | Desilu Productions                                                        | [ 29 ] |
| 1968 | Star Trek: "L'època de l'Amok" (Amok Time)"                                       | Joseph Pevney (director), Theodore Sturgeon (guionista) | Desilu Productions                                                        | [ 29 ] |
| 1968 | Star Trek: "Mirall, mirall" (Mirror, Mirror)                                      | Marc Daniels (director), Jerome Bixby (guionista) | Desilu Productions                                                        | [ 29 ] |
| 1968 | Star Trek: "La màquina del judici final" (The Doomsday Machine)                   | Marc Daniels (director), Norman Spinrad (guionista) | Desilu Productions                                                        | [ 29 ] |
| 1968 | Star Trek: "Les tribulacions dels Tribbles" (The Trouble with Tribbles)           | Joseph Pevney (director), David Gerrold (guionista) | Desilu Productions                                                        | [ 29 ] |
| 1969 | 2001: una odissea de l'espai*                                                     | Stanley Kubrick (director, guionista), Arthur C. Clarke (guionista, història original) | Metro-Goldwyn-Mayer                                                       | [ 30 ] |
| 1969 | The Prisoner: "Fall Out"                                                          | Patrick McGoohan (director, guionista) | Everyman/ITC Entertainment                                                | [ 30 ] |
| 1969 | Charly                                                                            | Ralph Nelson (director), Stirling Silliphant (guionista), Daniel Keyes (història original) | ABC Pictures/Selmer                                                       | [ 30 ] |
| 1969 | La llavor del diable                                                              | Roman Polanski (director, guionista), Ira Levin (novel·la original) | Paramount Pictures                                                        | [ 30 ] |
| 1969 | Yellow Submarine                                                                  | George Dunning (director), Al Brodax (guionista), Roger McGough (guionista), Jack Mendelsohn (guionista), Lee Minoff (guionista), Erich Segal (guionista) | Apple Corps/Hearst/King Features Syndicate                                | [ 30 ] |
| 1970 | Cobertura informativa de l'Apollo 11*                                             | Diverses fonts | Diversos productors, NASA                                                 | [ 16 ] |
| 1970 | Apartament d'una sola habitació                                                   | Richard Lester (director), John Antrobus (guionista), Charles Wood (guionista), John Antrobus (obra de teatre original), Spike Milligan (obra de teatre original) | Oscar Lewenstein Productions                                              | [ 16 ] |
| 1970 | The Illustrated Man                                                               | Jack Smight (director), Howard B. Kreitsek (guionista), Ray Bradbury (col·lecció d'història original) | SKM                                                                       | [ 16 ] |
| 1970 | The Immortal                                                                      | Allen Baron (director), Joseph Sargent (director), Lou Morheim (guionista), Robert Specht (guionista), James Gunn (novel·la original) | Paramount Pictures                                                        | [ 16 ] |
| 1970 | Marooned                                                                          | John Sturges (director), Mayo Simon (guionista), Martin Caidin (novel·la original) | Columbia Pictures                                                         | [ 16 ] |
| 1971 | (sense premi)+                                                                    | |                                                                           | [ 14 ] |
| 1971 | Blows Against the Empire                                                          | Paul Kantner (lyrics, music) | RCA Records                                                               | [ 14 ] |
| 1971 | Colossus: The Forbin Project                                                      | Joseph Sargent (director), James Bridges (guionista), D. F. Jones (novel·la original) | Universal Studios                                                         | [ 14 ] |
| 1971 | Don't Crush That Dwarf, Hand Me the Pliers                                        | The Firesign Theatre (guionistes, realització) | Columbia Records                                                          | [ 14 ] |
| 1971 | Hauser's Memory                                                                   | Boris Sagal (director), Adrian Spies (guionista), Curt Siodmak (novel·la original) | Universal Studios                                                         | [ 14 ] |
| 1971 | No Blade of Grass                                                                 | Cornel Wilde (director), Sean Forestal (guionista), Jefferson Pascal (guionista), John Christopher (novel·la original) | Theodora/Metro-Goldwyn-Mayer                                              | [ 14 ] |
| 1972 | La taronja mecànica*                                                              | Stanley Kubrick (director, guionista), Anthony Burgess (novel·la original) | Hawk Films/Polaris/Warner Bros.                                           | [ 31 ] |
| 1972 | The Andromeda Strain                                                              | Robert Wise (director), Nelson Gidding (guionista), Michael Crichton (novel·la original) | Universal Studios                                                         | [ 31 ] |
| 1972 | I Think We're All Bozos on This Bus                                               | The Firesign Theatre (guionistes, realització) | Columbia Records                                                          | [ 31 ] |
| 1972 | The Name of the Game: "L.A. 2017"                                                 | Steven Spielberg (director), Philip Wylie (guionista) | Universal Studios/NBC                                                     | [ 31 ] |
| 1972 | THX 1138                                                                          | George Lucas (director, guionista, història), Walter Murch (guionista) | Warner Bros./American Zoetrope                                            | [ 31 ] |
| 1973 | Escorxador núm. 5*                                                                | George Roy Hill (director), Stephen Geller (guionista), Kurt Vonnegut (novel·la original) | Universal Studios                                                         | [ 32 ] |
| 1973 | Between Time and Timbuktu                                                         | Fred Barzyk (director), Kurt Vonnegut (guionista, història) | NET Playhouse/Public Broadcasting Service                                 | [ 32 ] |
| 1973 | The People                                                                        | John Korty (director), James M. Miller (guionista), Zenna Henderson (històries originals) | American Zoetrope/ABC                                                     | [ 32 ] |
| 1973 | Naus silencioses                                                                  | Douglas Trumbull (director), Deric Washburn (guionista), Michael Cimino (guionista), Steven Bochco (guionista) | Universal Studios                                                         | [ 32 ] |
| 1974 | El dormilega''*                                                                   | Woody Allen (director, guionista), Marshall Brickman (guionista) | Rollins-Joffe/Metro-Goldwyn-Mayer/United Artists                          | [ 33 ] |
| 1974 | Genesis II                                                                        | John Llewellyn Moxey (director), Gene Roddenberry (guionista) | Norway/Warner Bros.                                                       | [ 33 ] |
| 1974 | The Six Million Dollar Man                                                        | Richard Irving (director), Tom Greene (guionista), Howard Rodman (guionista), Martin Caidin (novel·la original) | Universal Studios                                                         | [ 33 ] |
| 1974 | Soylent Green                                                                     | Richard Fleischer (director), Stanley R. Greenberg (guionista), Harry Harrison (novel·la original) | Metro-Goldwyn-Mayer                                                       | [ 33 ] |
| 1974 | Ànimes de metall                                                                  | Michael Crichton (director, guionista) | Metro-Goldwyn-Mayer                                                       | [ 33 ] |
| 1975 | El jove Frankenstein*                                                             | Mel Brooks (director, guionista, història), Gene Wilder (guionista, història), Mary Shelley (novel·la original) | 20th Century Fox                                                          | [ 34 ] |
| 1975 | Flesh Gordon                                                                      | Michael Benveniste (director, guionista), Howard Ziehm (director) | Graffiti Productions                                                      | [ 34 ] |
| 1975 | Phantom of the Paradise                                                           | Brian De Palma (director, guionista) | Harbor/20th Century Fox                                                   | [ 34 ] |
| 1975 | The Questor Tapes                                                                 | Richard A. Colla (director), Gene L. Coon (guionista), Gene Roddenberry (guionista, història) | Universal Studios                                                         | [ 34 ] |
| 1975 | Zardoz                                                                            | John Boorman (director, guionista) | 20th Century Fox                                                          | [ 34 ] |
| 1976 | A Boy and His Dog*                                                                | L. Q. Jones (director, guionista), Wayne Cruseturner (guionista), Harlan Ellison (història original) | LQ/JAF                                                                    | [ 17 ] |
| 1976 | Dark Star                                                                         | John Carpenter (director, guionista), Dan O'Bannon (guionista) | USC                                                                       | [ 17 ] |
| 1976 | Monty Python and the Holy Grail                                                   | Terry Gilliam (director, guionista), Terry Jones (director, guionista), Graham Chapman (guionista), John Cleese (guionista), Eric Idle (guionista), Michael Palin (guionista)                                                                                                 | Python (Monty) Pictures                                                   | [ 17 ] |
| 1976 | Rollerball                                                                        | Norman Jewison (director), William Harrison (guionista, història original) | Algonquin/United Artists                                                  | [ 17 ] |
| 1976 | The Capture                                                                       | Robert Asprin (escriptor), Phil Foglio (artista) | Boojums Press                                                             | [ 17 ] |
| 1977 | (sense premi)+                                                                    | |                                                                           | [ 15 ] |
| 1977 | Carrie                                                                            | Brian De Palma (director), Lawrence D. Cohen (guionista), Stephen King (novel·la original) | Redbank/United Artists                                                    | [ 15 ] |
| 1977 | La fuga de Logan                                                                  | Michael Anderson (director), David Zelag Goodman (guionista), William F. Nolan (novel·la original), George Clayton Johnson (novel·la original) | Metro-Goldwyn-Mayer                                                       | [ 15 ] |
| 1977 | L'home que va caure a la Terra                                                    | Nicolas Roeg (director), Paul Mayersberg (guionista), Walter Tevis (novel·la original) | British Lion Films                                                        | [ 15 ] |
| 1977 | Futureworld                                                                       | Richard T. Heffron (director), George Schenk (guionista), Mayo Simon (guionista) | American International Pictures                                           | [ 15 ] |
| 1978 | La guerra de les galàxies*                                                        | George Lucas (director, guionista) | Lucasfilm                                                                 | [ 36 ] |
| 1978 | Encontres a la tercera fase                                                       | Steven Spielberg (director, guionista) | Columbia Pictures/EMI Films                                               | [ 36 ] |
| 1978 | Blood!: The Life and Future Times of Jack the Ripper                              | Shelley Torgeson (director), Robert Bloch (guionista), Harlan Ellison (guionista), Roy Torgeson (productor) | Alternate Worlds Recordings                                               | [ 36 ] |
| 1978 | Wizards                                                                           | Ralph Bakshi (director, guionista) | 20th Century Fox                                                          | [ 36 ] |
| 1978 | El hòbbit                                                                         | Jules Bass (director), Arthur Rankin, Jr. (director), Romeo Muller (guionista), J. R. R. Tolkien (novel·la original) | Rankin/Bass                                                               | [ 36 ] |
| 1979 | Superman*                                                                         | Richard Donner (director), Mario Puzo (guionista), David Newman (guionista), Leslie Newman (guionista), Robert Benton (guionista), Mario Puzo (història), Jerry Siegel (personatge original), Joe Shuster (personatge original)                                               | Alexander Salkind                                                         | [ 18 ] |
| 1979 | La invasió dels ultracossos                                                       | Philip Kaufmann (director), W. D. Richter (guionista), Jack Finney (novel·la original) | Solofilm/United Artists                                                   | [ 18 ] |
| 1979 | The Lord of the Rings                                                             | Ralph Bakshi (director), Peter S. Beagle (guionista), Chris Conkling (guionista), J. R. R. Tolkien (novel·les originals) | Fantasy Films                                                             | [ 18 ] |
| 1979 | Watership Down                                                                    | Martin Rosen (director, guionista), Richard Adams (novel·la original) | Nepenthe Productions                                                      | [ 18 ] |
| 1979 | The Hitchhiker's Guide to the Galaxy                                              | Douglas Adams (guionista), Geoffrey Perkins (productor) | BBC Radio 4                                                               | [ 18 ] |
| 1980 | Alien*                                                                            | Ridley Scott (director), Dan O'Bannon (guionista, història), Ronald Shusett (història) | 20th Century Fox                                                          | [ 37 ] |
| 1980 | The Black Hole                                                                    | Gary Nelson (director), Jeb Rosebrook (guionista, història), Gerry Day (guionista), Bob Barbash (història), Richard H. Landau (història) | The Walt Disney Company                                                   | [ 37 ] |
| 1980 | The Muppet Movie                                                                  | James Frawley (director), Jack Burns (guionista), Jerry Juhl (guionista) | The Jim Henson Company/ITC Entertainment                                  | [ 37 ] |
| 1980 | Star Trek: The Motion Picture                                                     | Robert Wise (director), Harold Livingstonn (guionista), Alan Dean Foster (història), Gene Roddenberry (història) | Century/Paramount Pictures                                                | [ 37 ] |
| 1980 | Time After Time                                                                   | Nicholas Meyer (director, guionista), Karl Alexander (història, novel·la original), Steve Hayes (història) | Warner Bros.                                                              | [ 37 ] |
| 1981 | L'imperi contraataca*                                                             | Irvin Kershner (director), Leigh Brackett (guionista), Lawrence Kasdan (guionista), George Lucas (història) | Lucasfilm                                                                 | [ 38 ] |
| 1981 | Cosmos: Un viatge personal                                                        | Carl Sagan (director, guionista), Ann Druyan (director, guionista) | KCET/Public Broadcasting Service                                          | [ 38 ] |
| 1981 | Flash Gordon                                                                      | Mike Hodges (director), Lorenzo Semple, Jr. (guionista), Michael Allin (adaptació), Alex Raymond (tira còmica original) | 20th Century Fox/De Laurentiis                                            | [ 38 ] |
| 1981 | The Lathe of Heaven                                                               | Fred Barzyk (director), David R. Loxton (director), Diane English (guionista), Roger Swaybill (guionista), Ursula K. Le Guin (novel·la original) | WNET/Public Broadcasting Service                                          | [ 38 ] |
| 1981 | The Martian Chronicles                                                            | Michael Anderson (director), Richard Matheson (guionista), Ray Bradbury (històries originals) | BBC/NBC                                                                   | [ 38 ] |
| 1982 | A la recerca de l'arca perduda*                                                   | Steven Spielberg (director), Lawrence Kasdan (guionista), George Lucas (història), Philip Kaufman (història) | Lucasfilm                                                                 | [ 39 ] |
| 1982 | Dragonslayer                                                                      | Matthew Robbins (director, guionista), Hal Barwood (guionista) | Paramount Pictures/The Walt Disney Company                                | [ 39 ] |
| 1982 | Excalibur                                                                         | John Boorman (director, guionista), Rospo Pallenberg (guionista, adaptació), Thomas Malory (novel·la original) | Warner Bros.                                                              | [ 39 ] |
| 1982 | Atmosfera zero                                                                    | Peter Hyams (director, guionista) | Outland/The Ladd Company                                                  | [ 39 ] |
| 1982 | Els herois del temps                                                              | Terry Gilliam (director, guionista), Michael Palin (guionista) | HandMade Films                                                            | [ 39 ] |
| 1983 | Blade Runner*                                                                     | Ridley Scott (director), Hampton Fancher (guionista), David Peoples (guionista), Philip K. Dick (novel·la original) | Blade Runner Partnership                                                  | [ 40 ] |
| 1983 | The Dark Crystal                                                                  | Jim Henson (director, història), Frank Oz (director), Gary Kurtz (director), David Odell (guionista) | The Jim Henson Company/ITC Entertainment/Universal Studios                | [ 40 ] |
| 1983 | ET, l'extraterrestre                                                              | Steven Spielberg (director), Melissa Mathison (guionista) | Amblin Entertainment/Universal Studios                                    | [ 40 ] |
| 1983 | Mad Max 2, el guerrer de la carretera                                             | George Miller (director, guionista), Terry Hayes (guionista), Brian Hannant (guionista) | Kennedy Miller/Warner Bros.                                               | [ 40 ] |
| 1983 | Star Trek II: The Wrath of Khan                                                   | Nicholas Meyer (director, guionista), Jack B. Sowards (guionista, història), Harve Bennett (història), Samuel A. Peeples (història) | Paramount Pictures                                                        | [ 40 ] |
| 1984 | El retorn del Jedi*                                                               | Richard Marquand (director), Lawrence Kasdan (guionista), George Lucas (guionista, història) | Lucasfilm                                                                 | [ 41 ] |
| 1984 | Projecte Brainstorm                                                               | Douglas Trumbull (director), Philip Frank Messina (guionista), Robert Stitzel (guionista), Bruce Joel Rubin (història) | Metro-Goldwyn-Mayer                                                       | [ 41 ] |
| 1984 | Escollits per a la glòria                                                         | Philip Kaufmann (director, guionista), Tom Wolfe (novel·la original) | The Ladd Company                                                          | [ 41 ] |
| 1984 | Something Wicked This Way Comes                                                   | Jack Clayton (director), Ray Bradbury (guionista, novel·la original) | The Bryna Company/The Walt Disney Company                                 | [ 41 ] |
| 1984 | Jocs de guerra                                                                    | John Badham (director), Lawrence Lasker (guionista), Walter F. Parkes (guionista) | Metro-Goldwyn-Mayer                                                       | [ 41 ] |
| 1985 | 2010*                                                                             | Peter Hyams (director, guionista), Arthur C. Clarke (novel·la original) | Metro-Goldwyn-Mayer                                                       | [ 42 ] |
| 1985 | Dune                                                                              | David Lynch (director, guionista), Frank Herbert (novel·la original) | De Laurentiis/Universal Studios                                           | [ 42 ] |
| 1985 | Els caçafantasmes                                                                 | Ivan Reitman (director), Dan Aykroyd (guionista), Harold Ramis (guionista) | Black Rhino/Columbia Pictures                                             | [ 42 ] |
| 1985 | El guerrer de les galàxies                                                        | Nick Castle (director), Jonathan R. Betuel (guionista) | Lorimar Productions/Universal Studios                                     | [ 42 ] |
| 1985 | Star Trek 3: A la recerca de Spock                                                | Leonard Nimoy (director), Harve Bennett (guionista) | Cinema Group/Paramount Pictures                                           | [ 42 ] |
| 1986 | Retorn al futur*                                                                  | Robert Zemeckis (director, guionista), Bob Gale (guionista) | Amblin Entertainment/Universal Studios                                    | [ 43 ] |
| 1986 | Brazil                                                                            | Terry Gilliam (director, guionista), Charles McKeown (guionista), Tom Stoppard (guionista) | Embassy/Universal Studios                                                 | [ 43 ] |
| 1986 | Cocoon                                                                            | Ron Howard (director), Tom Benedek (guionista), David Saperstein (novel·la original) | 20th Century Fox/Zanuck/Brown                                             | [ 43 ] |
| 1986 | Enemic meu                                                                        | Wolfgang Petersen (director), Edward Khmara (guionista), Barry B. Longyear (història original) | 20th Century Fox/King's Road                                              | [ 43 ] |
| 1986 | Lady Falcó                                                                        | Richard Donner (director), Edward Khmara (guionista, història), Michael Thomas (guionista), Tom Mankiewicz (guionista), David Peoples (guionista) | 20th Century Fox/Warner Bros.                                             | [ 43 ] |
| 1987 | Aliens*                                                                           | James Cameron (director, guionista, història), David Giler (història), Walter Hill (història) | 20th Century Fox                                                          | [ 44 ] |
| 1987 | La mosca                                                                          | David Cronenberg (director, guionista), Charles Edward Pogue (guionista), George Langelaan (història) | Brooksfilms/20th Century Fox                                              | [ 44 ] |
| 1987 | Laberint                                                                          | Jim Henson (director, història), Terry Jones (guionista), Dennis Lee (història) | Delphi/The Jim Henson Company/Lucasfilm/TriStar Pictures                  | [ 44 ] |
| 1987 | Little Shop of Horrors                                                            | Frank Oz (director), Howard Ashman (guionista), Charles B. Griffith (original story) | The Geffen Film Company                                                   | [ 44 ] |
| 1987 | Star Trek 4: Missió salvar la Terra                                               | Leonard Nimoy (director, història), Harve Bennett (guionista, història), Steve Meerson (guionista), Peter Krikes (guionista), Nicholas Meyer (guionista) | Paramount Pictures                                                        | [ 44 ] |
| 1988 | La princesa promesa*                                                              | Rob Reiner (director), William Goldman (guionista, novel·la original) | Act III/20th Century Fox                                                  | [ 45 ] |
| 1988 | Predator                                                                          | John McTiernan (director), Jim Thomas (guionista), John Thomas (guionista) | 20th Century Fox                                                          | [ 45 ] |
| 1988 | RoboCop                                                                           | Paul Verhoeven (director), Michael Miner (guionista), Edward Neumeier (guionista) | Orion Pictures                                                            | [ 45 ] |
| 1988 | Star Trek: La nova generació: "Trobada a Farpoint" (Encounter at Farpoint)        | Corey Allen (director), D. C. Fontana (guionista), Gene Roddenberry (guionista) | Paramount Pictures                                                        | [ 45 ] |
| 1988 | Les bruixes d'Eastwick                                                            | George Miller (director), Michael Cristofer (guionista), John Updike (novel·la original) | Guber-Peters/Kennedy Miller/Warner Bros.                                  | [ 45 ] |
| 1989 | Qui ha enredat en Roger Rabbit?*                                                  | Robert Zemeckis (director), Jeffrey Price (guionista), Peter S. Seaman (guionista), Gary K. Wolf (novel·la original) | Amblin Entertainment/Touchstone Pictures                                  | [ 46 ] |
| 1989 | Alien Nation                                                                      | Graham Baker (director), Rockne S. O'Bannon (guionista) | 20th Century Fox                                                          | [ 46 ] |
| 1989 | Beetlejuice                                                                       | Tim Burton (director), Michael McDowell (guionista, història), Warren Skaaren (guionista), Larry Wilson (història) | Geffen/Warner Bros.                                                       | [ 46 ] |
| 1989 | Big                                                                               | Penny Marshall (director), Gary Ross (guionista), Anne Spielberg (guionista) | 20th Century Fox                                                          | [ 46 ] |
| 1989 | Willow                                                                            | Ron Howard (director), Bob Dolman (guionista), George Lucas (història) | Imagine/Lucasfilm/Metro-Goldwyn-Mayer                                     | [ 46 ] |
| 1990 | Indiana Jones i l'última croada*                                                  | Steven Spielberg (director), Jeffrey Boam (guionista), George Lucas (història), Menno Meyjes (història) | Lucasfilm/Paramount Pictures                                              | [ 47 ] |
| 1990 | The Abyss                                                                         | James Cameron (director, guionista) | 20th Century Fox/Lightstorm/Pacific Western                               | [ 47 ] |
| 1990 | Les aventures del baró Munchausen                                                 | Terry Gilliam (director, guionista), Charles McKeown (guionista), Rudolf Erich Raspe (històries originals), Gottfried August Bürger (històries originals) | Allied Artists International/Columbia Pictures/Laura/Prominent            | [ 47 ] |
| 1990 | Batman                                                                            | Tim Burton (director), Sam Hamm (guionista, història), Warren Skaaren (guionista), Bob Kane (personatges originals) | Guber-Peters/PolyGram/Warner Bros.                                        | [ 47 ] |
| 1990 | Camp de somnis                                                                    | Phil Alden Robinson (director, guionista), W. P. Kinsella (novel·la original) | Gordon/Universal Studios                                                  | [ 47 ] |
| 1991 | Edward Scissorhands*                                                              | Tim Burton (director, història), Caroline Thompson (guionista, història) | 20th Century Fox                                                          | [ 48 ] |
| 1991 | Retorn al futur 3                                                                 | Robert Zemeckis (director, història), Bob Gale (guionista, història) | Amblin Entertainment/Universal Studios                                    | [ 48 ] |
| 1991 | Ghost                                                                             | Jerry Zucker (director), Bruce Joel Rubin (guionista) | Paramount Pictures                                                        | [ 48 ] |
| 1991 | Desafiament total                                                                 | Paul Verhoeven (director), Ronald Shusett (guionista, història), Dan O'Bannon (guionista, història), Gary Goldman (guionista), Jon Povill (història), Philip K. Dick (original story)                                                                                         | Carolco Pictures/TriStar Pictures                                         | [ 48 ] |
| 1991 | La maledicció de les bruixes                                                      | Nicolas Roeg (director), Allan Scott (guionista), Roald Dahl (novel·la original) | The Jim Henson Company/Lorimar Productions                                | [ 48 ] |
| 1992 | Terminator 2*                                                                     | James Cameron (director, guionista), William Wisher, Jr. (guionista) | Carolco Pictures/Lightstorm/Pacific Western                               | [ 49 ] |
| 1992 | La família Addams                                                                 | Barry Sonnenfeld (director), Caroline Thompson (guionista), Larry Wilson (guionista), Charles Addams (personatges originals) | Orion Pictures/Paramount Pictures                                         | [ 49 ] |
| 1992 | La bella i la bèstia                                                              | Gary Trousdale (director), Kirk Wise (director), Linda Woolverton (guionista) | Silver Screen Partners/The Walt Disney Company                            | [ 49 ] |
| 1992 | The Rocketeer                                                                     | Joe Johnston (director), Danny Bilson (guionista, història), Paul De Meo (guionista, història), William Dear (història), Dave Stevens (còmic original | Gordon/Silver Screen Partners/Touchstone Pictures/The Walt Disney Company | [ 49 ] |
| 1992 | Star Trek VI: The Undiscovered Country                                            | Nicholas Meyer (director, guionista), Denny Martin Flinn (guionista), Leonard Nimoy (història), Lawrence Konner (història), Mark Rosenthal (història) | Paramount Pictures                                                        | [ 49 ] |
| 1993 | Star Trek: La nova generació: "La llum interior" (The Inner Light)*               | Peter Lauritson (director), Peter Allan Fields (guionista), Morgan Gendel (guionista, història) | Paramount Pictures                                                        | [ 50 ] |
| 1993 | Aladdin                                                                           | Ron Clements (director, guionista), John Musker (director, guionista), Ted Elliott (guionista), Terry Rossio (guionista) | The Walt Disney Company                                                   | [ 50 ] |
| 1993 | Alien 3                                                                           | David Fincher (director), David Giler (guionista), Walter Hill (guionista), Larry Ferguson (guionista), Vincent Ward (història) | 20th Century Fox/Brandywine                                               | [ 50 ] |
| 1993 | Batman Returns                                                                    | Tim Burton (director), Daniel Waters (guionista, història), Sam Hamm (història), Bob Kane (personatges originals) | PolyGram/Warner Bros.                                                     | [ 50 ] |
| 1993 | Dràcula de Bram Stoker                                                            | Francis Ford Coppola (director), James V. Hart (guionista), Bram Stoker (novel·la original) | American Zoetrope/Columbia Pictures                                       | [ 50 ] |
| 1994 | Parc Juràssic*                                                                    | Steven Spielberg (director), David Koepp (guionista), Michael Crichton (guionista, novel·la original) | Universal Studios/Amblin Entertainment                                    | [ 51 ] |
| 1994 | Addams Family Values                                                              | Barry Sonnenfeld (director), Paul Rudnick (guionista), Charles Addams (personatges originals) | Orion Pictures/Paramount Pictures                                         | [ 51 ] |
| 1994 | Babylon 5: "The Gathering"                                                        | Richard Compton (director), J. Michael Straczynski (guionista) | Babylonian Productions                                                    | [ 51 ] |
| 1994 | Atrapat en el temps                                                               | Harold Ramis (director, guionista), Danny Rubin (guionista, història) | Columbia Pictures                                                         | [ 51 ] |
| 1994 | Malson abans de Nadal                                                             | Henry Selick (director), Caroline Thompson (guionista), Michael McDowell (adaptació), Tim Burton (història) | Skellington Productions/Touchstone Pictures                               | [ 51 ] |
| 1995 | Star Trek: La nova generació: "All Good Things..."*                               | Winrich Kolbe (director), Ronald D. Moore (guionista), Brannon Braga (guionista) | Paramount Pictures                                                        | [ 52 ] |
| 1995 | Entrevista amb el vampir                                                          | Neil Jordan (director), Anne Rice (guionista, novel·la original) | The Geffen Film Company                                                   | [ 52 ] |
| 1995 | La màscara                                                                        | Chuck Russell (director), Mike Werb (guionista), Michael Fallon (història), Mark Verheiden (història) | Dark Horse Entertainment/New Line Cinema                                  | [ 52 ] |
| 1995 | Stargate                                                                          | Roland Emmerich (director, guionista), Dean Devlin (guionista) | Carolco Pictures/Centropolis                                              | [ 52 ] |
| 1995 | Star Trek: Generations                                                            | David Carson (director), Ronald D. Moore (guionista, història), Brannon Braga (guionista, història), Rick Berman (història) | Paramount Pictures                                                        | [ 52 ] |
| 1996 | Babylon 5: "The Coming of Shadows"*                                               | Janet Greek (director), J. Michael Straczynski (guionista) | Babylonian Productions                                                    | [ 53 ] |
| 1996 | Apollo 13                                                                         | Ron Howard (director), William Broyles, Jr. (guionista), Al Reinert (guionista), Jim Lovell (llibre original), Jeffrey Kluger (llibre original) | Imagine Entertainment/Universal Studios                                   | [ 53 ] |
| 1996 | Star Trek: Deep Space Nine: "The Visitor"                                         | David Livingston (director), Michael Taylor (guionista) | Paramount Pictures                                                        | [ 53 ] |
| 1996 | Toy Story                                                                         | John Lasseter (director, història), Joss Whedon (guionista), Joel Cohen (guionista), Alec Sokolow (guionista), Andrew Stanton (guionista, història), Pete Docter (història), Joe Ranft (història)                                                                             | The Walt Disney Company/Pixar                                             | [ 53 ] |
| 1996 | 12 Monkeys                                                                        | Terry Gilliam (director), David Peoples (guionista), Janet Peoples (guionista), Chris Marker (pel·lícula original) | Atlas/Universal Studios                                                   | [ 53 ] |
| 1997 | Babylon 5: "Severed Dreams"*                                                      | David J. Eagle (director), J. Michael Straczynski (guionista) | Babylonian Productions                                                    | [ 54 ] |
| 1997 | Independence Day                                                                  | Roland Emmerich (director, guionista), Dean Devlin (guionista) | 20th Century Fox/Centropolis                                              | [ 54 ] |
| 1997 | Mars Attacks!                                                                     | Tim Burton (director), Jonathan Gems (guionista, història), Len Brown (original trading card game), Woody Gelman (original trading card game), Wally Wood (original trading card game), Bob Powell (original trading card game), Norman Saunders (original trading card game) | Warner Bros.                                                              | [ 54 ] |
| 1997 | Star Trek: First Contact                                                          | Jonathan Frakes (director), Ronald D. Moore (guionista, història), Brannon Braga (guionista, història), Rick Berman (història) | Paramount Pictures                                                        | [ 54 ] |
| 1997 | Star Trek: Deep Space Nine: "Trials and Tribble-ations"                           | Jonathan West (director), Ronald D. Moore (guionista), René Echevarria (guionista), Ira Steven Behr (història), Hans Beimler (història), Robert Hewitt Wolfe (història) | Paramount Pictures                                                        | [ 54 ] |
| 1998 | Contact*                                                                          | Robert Zemeckis (director), James V. Hart (guionista), Michael Goldenberg (guionista), Carl Sagan (història, novel·la original), Ann Druyan (història) | SouthSide Amusement/Warner Bros.                                          | [ 55 ] |
| 1998 | El cinquè element                                                                 | Luc Besson (director, guionista, història), Robert Mark Kamen (guionista) | Gaumont Film Company/Columbia Pictures                                    | [ 55 ] |
| 1998 | Gattaca                                                                           | Andrew Niccol (director, guionista) | Columbia Pictures/Jersey                                                  | [ 55 ] |
| 1998 | Homes de Negre                                                                    | Barry Sonnenfeld (director), Ed Solomon (guionista, història), Lowell Cunningham (còmic original) | Amblin Entertainment/Columbia Pictures/McDonald/Parkes                    | [ 55 ] |
| 1998 | Starship Troopers: Les brigades de l'espai                                        | Paul Verhoeven (director), Edward Neumeier (guionista), Robert A. Heinlein (novel·la original) | Touchstone Pictures/TriStar Pictures                                      | [ 55 ] |
| 1999 | The Truman Show*                                                                  | Peter Weir (director), Andrew Niccol (guionista) | Paramount Pictures                                                        | [ 56 ] |
| 1999 | Babylon 5: "Sleeping in Light"                                                    | J. Michael Straczynski (director, guionista) | Babylonian Productions                                                    | [ 56 ] |
| 1999 | Dark City                                                                         | Alex Proyas (director, guionista, història), Lem Dobbs (guionista), David S. Goyer (guionista) | New Line Cinema                                                           | [ 56 ] |
| 1999 | Pleasantville                                                                     | Gary Ross (director, guionista) | New Line Cinema                                                           | [ 56 ] |
| 1999 | Star Trek: Insurrection                                                           | Jonathan Frakes (director), Michael Piller (guionista, història), Rick Berman (història) | Paramount Pictures                                                        | [ 56 ] |
| 2000 | Galaxy Quest*                                                                     | Dean Parisot (director), David Howard (guionista, història), Robert Gordon (guionista) | DreamWorks                                                                | [ 57 ] |
| 2000 | Being John Malkovich                                                              | Spike Jonze (director), Charlie Kaufman (guionista) | Gramercy Pictures/Propaganda Films/Single Cell                            | [ 57 ] |
| 2000 | The Iron Giant                                                                    | Brad Bird (director, història), Tim McCanlies (guionista), Ted Hughes (novel·la original) | Warner Bros.                                                              | [ 57 ] |
| 2000 | Matrix                                                                            | Lilly Wachowski (director, guionista), Lana Wachowski (director, guionista) | Silver Pictures                                                           | [ 57 ] |
| 2000 | El sisè sentit                                                                    | M. Night Shyamalan (director, guionista) | Hollywood Pictures/Spyglass Entertainment/Kennedy/Marshall                | [ 57 ] |
| 2001 | Tigre i drac*                                                                     | Ang Lee (director), Wang Hui-ling (guionista), James Schamus (guionista), Tsai Kuo Jung (guionista), Wang Dulu (novel·la original) | China Film Group Corporation                                              | [ 58 ] |
| 2001 | Chicken Run: Evasió a la granja                                                   | Peter Lord (director, història), Nick Park (director, història), Kary Kirkpatrick (guionista), Randy Cartwright (història) | Aardman Animations/Allied Artists International/DreamWorks                | [ 58 ] |
| 2001 | Frank Herbert's Dune                                                              | John Harrison (director, guionista), Frank Herbert (novel·la original) | New Amsterdam                                                             | [ 58 ] |
| 2001 | Frequency                                                                         | Gregory Hoblit (director), Toby Emmerich (guionista) | New Line Cinema                                                           | [ 58 ] |
| 2001 | X-Men                                                                             | Bryan Singer (director, història), David Hayter (guionista), Tom DeSanto (història) | 20th Century Fox/Marvel Studios                                           | [ 58 ] |
| 2002 | El Senyor dels Anells: La Germandat de l'Anell*                                   | Peter Jackson (director, guionista), Fran Walsh (guionista), Philippa Boyens (guionista), J. R. R. Tolkien (novel·la original) | New Line Cinema/The Saul Zaentz Company/WingNut Films                     | [ 59 ] |
| 2002 | Harry Potter i la pedra filosofal                                                 | Chris Columbus (director), Steve Kloves (guionista) | 1492 Pictures/Heyday Films/Warner Bros.                                   | [ 59 ] |
| 2002 | Monsters, Inc.                                                                    | Pete Docter (director, història), David Silverman (director), Lee Unkrich (director), Dan Gerson (guionista), Andrew Stanton (guionista), Jill Culton (història), Ralph Eggleston (història) Jeff Pidgeon (història)                                                          | Pixar/The Walt Disney Company                                             | [ 59 ] |
| 2002 | Buffy the Vampire Slayer: "Once More, with Feeling"                               | Joss Whedon (director, guionista) | Fox Television Studios/Mutant Enemy Productions                           | [ 59 ] |
| 2002 | Shrek                                                                             | Andrew Adamson (director), Vicky Jenson (director), Ted Elliott (guionista), Terry Rossio (guionista), Joe Stillman (guionista), Roger S. H. Schulman (guionista), Edmund Fong (història), Ken Harsha (història)                                                              | DreamWorks/Pacific Data Images                                            | [ 59 ] |

### 2003–present
Des dels premis de 2003, el premi de representació dramàtica es va dividir en dues categories: Millor representació dramàtica (forma llarga) i millor representació dramàtica (forma curta). El premi a la forma llarga és per a "una producció dramatitzada en qualsevol mitjà, inclòs pel·lícula, televisió, ràdio, teatre en directe, jocs d'ordinador o música. El treball ha de durar 90 minuts o més (exloent els anuncis publicitaris)." El premi a la forma curta és per a "una producció dramatitzada en qualsevol mitjà, inclòs pel·lícula, televisió, ràdio, teatre en directe, jocs d'ordinador o música. El treball ha de durar menys de 90 minuts (excloent els anuncis publicitaris)." Una obra individual, com ara un programa de televisió, pot ser nominada per a una temporada en la categoria de forma llarga o per a episodis individuals en la forma curta, però no per a totes dues en el mateix any. Des de 2017, un únic programa està limitat a dues nominacions a la categoria de forma curta per any.

#### Forma llarga
| Any  | Treball                                                              | Creador(s) | Productor(s) | Ref.   |
| ---- | -------------------------------------------------------------------- | --- | --- | ------ |
| 2003 | El Senyor dels Anells: Les dues torres*                              | Peter Jackson (director, guionista), Fran Walsh (guionista), Philippa Boyens (guionista), Stephen Sinclair (guionista), J. R. R. Tolkien (novel·la original) | New Line Cinema | [ 61 ] |
| 2003 | Harry Potter i la cambra secreta                                     | Chris Columbus (director), Steve Kloves (guionista), J. K. Rowling (novel·la original) | Warner Bros. | [ 61 ] |
| 2003 | Minority Report                                                      | Steven Spielberg (director), Scott Frank (guionista), Jon Cohen (guionista), Philip K. Dick (història original) | 20th Century Fox/DreamWorks | [ 61 ] |
| 2003 | Spider-Man                                                           | Sam Raimi (director), David Koepp (guionista), Steve Ditko (personatge original), Stan Lee (personatge original) | Columbia Pictures | [ 61 ] |
| 2003 | El viatge de Chihiro                                                 | Hayao Miyazaki (director, guionista), Cindy Davis Hewitt (guionista), Donald H. Hewitt (guionista) | Studio Ghibli/The Walt Disney Company                                                                                                   | [ 61 ] |
| 2004 | El Senyor dels Anells: El retorn del rei*                            | Peter Jackson (director, guionista), Fran Walsh (guionista), Philippa Boyens (guionista), J. R. R. Tolkien (novel·la original) | New Line Cinema | [ 62 ] |
| 2004 | 28 Days Later                                                        | Danny Boyle (director), Alex Garland (guionista) | DNA Films/Fox Searchlight Pictures | [ 62 ] |
| 2004 | Buscant en Nemo                                                      | Andrew Stanton (director, guionista, història), Lee Unkrich (director), Bob Peterson (guionista), David Reynolds (guionista) | Pixar/The Walt Disney Company | [ 62 ] |
| 2004 | Pirates of the Caribbean: The Curse of the Black Pearl               | Gore Verbinski (director), Ted Elliott (guionista, història), Terry Rossio (guionista, història), Stuart Beattie (història), Jay Wolpert (història) | The Walt Disney Company | [ 62 ] |
| 2004 | X2                                                                   | Bryan Singer (director, història), Michael Dougherty (guionista), Dan Harris (guionista), David Hayter (guionista, història), Zak Penn (història) | 20th Century Fox/Marvel Studios | [ 62 ] |
| 2005 | Els increïbles*                                                      | Brad Bird (director, guionista) | Pixar/The Walt Disney Company | [ 63 ] |
| 2005 | Eternal Sunshine of the Spotless Mind                                | Michel Gondry (director, història), Charlie Kaufman (guionista, història), Pierre Bismuth (història) | Focus Features | [ 63 ] |
| 2005 | Harry Potter i el pres d'Azkaban                                     | Alfonso Cuarón (director), Steve Kloves (guionista), J. K. Rowling (novel·la original) | Warner Bros. | [ 63 ] |
| 2005 | Sky Captain i el món del demà                                        | Kerry Conran (director, guionista) | Paramount Pictures | [ 63 ] |
| 2005 | Spider-Man 2                                                         | Sam Raimi (director), Alvin Sargent (guionista), Alfred Gough (història), Miles Millar (història), Michael Chabon (història), Steve Ditko (personatge original), Stan Lee (personatge original)                                                                                          | Sony Pictures Entertainment/Columbia Pictures                                                                                           | [ 63 ] |
| 2006 | Serenity*                                                            | Joss Whedon (director, guionista) | Universal Studios/Mutant Enemy Productions                                                                                              | [ 20 ] |
| 2006 | Batman Begins                                                        | Christopher Nolan (director, guionista), David S. Goyer (guionista, història), Bob Kane (personatge original) | Warner Bros. | [ 20 ] |
| 2006 | Les Cròniques de Nàrnia: El lleó, la bruixa i l'armari               | Andrew Adamson (director, guionista), Ann Peacock (guionista), Christopher Markus (guionista), Stephen McFeely (guionista), C. S. Lewis (novel·la original) | The Walt Disney Company/Walden Media | [ 20 ] |
| 2006 | Harry Potter i el calze de foc                                       | Mike Newell (director), Steve Kloves (guionista), J. K. Rowling (novel·la original) | Warner Bros. | [ 20 ] |
| 2006 | Wallace & Gromit: La maledicció de les verdures                      | Nick Park (director, guionista), Steve Box (director, guionista), Bob Baker (guionista), Mark Burton (guionista) | DreamWorks Animation/Aardman Animations                                                                                                 | [ 20 ] |
| 2007 | El laberinto del fauno*                                              | Guillermo del Toro (director, guionista) | Picturehouse | [ 64 ] |
| 2007 | Children of Men                                                      | Alfonso Cuarón (director, guionista), Timothy J. Sexton (guionista), David Arata (guionista), Mark Fergus (guionista), Hawk Ostby (guionista), P. D. James (novel·la original) | Universal Studios | [ 64 ] |
| 2007 | El truc final                                                        | Christopher Nolan (director, guionista), Jonathan Nolan (guionista), Christopher Priest (novel·la original) | Touchstone Pictures | [ 64 ] |
| 2007 | A Scanner Darkly                                                     | Richard Linklater (director, guionista), Philip K. Dick (novel·la original) | Warner Independent Pictures | [ 64 ] |
| 2007 | V de Vendetta                                                        | James McTeigue (director), Lana Wachowski (guionista), Lilly Wachowski (guionista), David Lloyd (novel·la gràfica original) | Warner Bros. | [ 64 ] |
| 2008 | Stardust*                                                            | Matthew Vaughn (director, guionista), Jane Goldman (guionista), Neil Gaiman (novel·la original) | Paramount Pictures | [ 65 ] |
| 2008 | Enchanted                                                            | Kevin Lima (director), Bill Kelly (guionista) | The Walt Disney Company | [ 65 ] |
| 2008 | La brúixola daurada                                                  | Chris Weitz (director, guionista), Philip Pullman (novel·la original) | | [ 65 ] |
| 2008 | Herois (temporada 1)                                                 | Tim Kring (creador), diversos directors i escriptors | NBC Universal Television Group/Tailwind Productions                                                                                     | [ 65 ] |
| 2008 | Harry Potter i l'orde del Fènix                                      | David Yates (director), Michael Goldenberg (guionista), J. K. Rowling (novel·la original) | Warner Bros. | [ 65 ] |
| 2009 | WALL·E*                                                              | Andrew Stanton (director, guionista, història), Jim Reardon (guionista), Pete Docter (història) | Pixar/The Walt Disney Company | [ 66 ] |
| 2009 | El cavaller fosc                                                     | Christopher Nolan (director, guionista, història), Jonathan Nolan (guionista), David S. Goyer (història), Bob Kane (personatge original) | Warner Bros. | [ 66 ] |
| 2009 | Hellboy II: L'exèrcit daurat                                         | Guillermo del Toro (director, guionista, història), Mike Mignola (història, còmic original) | Dark Horse Entertainment/Universal Studios                                                                                              | [ 66 ] |
| 2009 | Iron Man                                                             | Jon Favreau (director), Mark Fergus (guionista), Hawk Ostby (guionista), Art Marcum (guionista), Matt Holloway (guionista), Stan Lee (personatge original), Don Heck (personatge original), Larry Lieber (personatge original), Jack Kirby (personatge original)                         | Paramount Pictures/Marvel Studios | [ 66 ] |
| 2009 | METAtropolis                                                         | John Scalzi (editor, història), Elizabeth Bear (història), Jay Lake (història), Tobias S. Buckell (història), Karl Schroeder (història) | Audible.com | [ 66 ] |
| 2010 | Moon*                                                                | Duncan Jones (director, història), Nathan Parker (guionista) | Liberty Films | [ 67 ] |
| 2010 | Avatar                                                               | James Cameron (director, guionista) | 20th Century Fox | [ 67 ] |
| 2010 | Districte 9                                                          | Neill Blomkamp (director, guionista), Terri Tatchell (guionista) | TriStar Pictures | [ 67 ] |
| 2010 | Star Trek                                                            | J. J. Abrams (director), Roberto Orci (guionista), Alex Kurtzman (guionista) | Paramount Pictures | [ 67 ] |
| 2010 | Up                                                                   | Bob Peterson (director, guionista, història), Pete Docter (director, guionista, història), Tom McCarthy (història) | Pixar/The Walt Disney Company | [ 67 ] |
| 2011 | Origen*                                                              | Christopher Nolan (director, guionista, història) | Warner Bros. | [ 68 ] |
| 2011 | Harry Potter i les relíquies de la Mort (Part 1)                     | David Yates (director), Steve Kloves (guionista) | Warner Bros. | [ 68 ] |
| 2011 | Com ensinistrar un drac                                              | Dean DeBlois (director, guionista), Chris Sanders (director, guionista), William Davies (guionista) | DreamWorks Animation | [ 68 ] |
| 2011 | Scott Pilgrim vs. The World                                          | Edgar Wright (director, guionista), Michael Bacall (guionista) | Universal Studios | [ 68 ] |
| 2011 | Toy Story 3                                                          | Lee Unkrich (director, història), Michael Arndt (guionista), John Lasseter (història), Andrew Stanton (història) | Pixar/Walt Disney Pictures | [ 68 ] |
| 2012 | Game of Thrones (temporada 1)*                                       | David Benioff (creador) D. B. Weiss (creador), diversos directors i escriptors | HBO | [ 69 ] |
| 2012 | Captain America: The First Avenger                                   | Joe Johnston (director), Christopher Markus (guionista), Stephen McFeely (guionista) | Paramount Pictures/Marvel Studios | [ 69 ] |
| 2012 | Harry Potter i les relíquies de la Mort (Part 2)                     | David Yates (director), Steve Kloves (guionista) | Warner Bros. | [ 69 ] |
| 2012 | Hugo                                                                 | Martin Scorsese (director), John Logan (guionista) | Paramount Pictures | [ 69 ] |
| 2012 | Codi font (pel·lícula)                                               | Duncan Jones (director), Ben Ripley (guionista) | Summit Entertainment | [ 69 ] |
| 2013 | The Avengers*                                                        | Joss Whedon (director, guionista) | Paramount Pictures/Marvel Studios | [ 70 ] |
| 2013 | The Cabin in the Woods                                               | Drew Goddard (director, guionista), Joss Whedon (guionista) | Mutant Enemy Productions/Lions Gate Entertainment                                                                                       | [ 70 ] |
| 2013 | El hòbbit: Un viatge inesperat                                       | Peter Jackson (director, guionista), Fran Walsh, Philippa Boyens, and Guillermo del Toro (guionista) | WingNut Films/New Line Cinema/Metro-Goldwyn-Mayer/Warner Bros.                                                                          | [ 70 ] |
| 2013 | Els jocs de la fam                                                   | Gary Ross (director, guionista), Suzanne Collins (novel·la original, guionista) | Lions Gate Entertainment/Color Force | [ 70 ] |
| 2013 | Looper                                                               | Rian Johnson (director, guionista) | FilmDistrict/EndGame Entertainment | [ 70 ] |
| 2014 | Gravity*                                                             | Alfonso Cuarón (director, guionista), Jonás Cuarón (guionista) | Esperanto Filmoj/Heyday Films/Warner Bros.                                                                                              | [ 71 ] |
| 2014 | Frozen: El regne del gel                                             | Chris Buck (director), Jennifer Lee (director, guionista) | Walt Disney Studios Motion Pictures | [ 71 ] |
| 2014 | Els jocs de la fam: En flames                                        | Francis Lawrence (director), Simon Beaufoy (guionista), Michael deBruyn (guionista), Suzanne Collins (novel·la original) | Lions Gate Entertainment/Color Force | [ 71 ] |
| 2014 | Iron Man 3                                                           | Shane Black (director, guionista), Drew Pearce (guionista) | Marvel Studios/DMG Entertainment/Paramount Pictures                                                                                     | [ 71 ] |
| 2014 | Pacific Rim                                                          | Guillermo del Toro (director, guionista), Travis Beacham (guionista) | Legendary Pictures/Warner Bros./Disney Double Dare You                                                                                  | [ 71 ] |
| 2015 | Guardians of the Galaxy*                                             | James Gunn (director, guionista), Nicole Perlman (guionista) | Marvel Studios/Moving Picture Company                                                                                                   | [ 72 ] |
| 2015 | Captain America: The Winter Soldier                                  | Anthony Russo (director), Joe Russo (director), Christopher Markus (guionista), Stephen McFeely (guionista), Ed Brubaker (història original) | Marvel Studios/Perception/Sony Pictures Imageworks                                                                                      | [ 72 ] |
| 2015 | Al límit de l'endemà                                                 | Doug Liman (director), Christopher McQuarrie (guionista), Jez Butterworth (guionista), and John-Henry Butterworth (guionista) | Village Roadshow/RatPac-Dune Entertainment/3 Arts Entertainment/Viz Productions                                                         | [ 72 ] |
| 2015 | Interstellar                                                         | Christopher Nolan (director, guionista), Jonathan Nolan (guionista) | Paramount Pictures/Warner Bros. Pictures/Legendary Pictures/Lynda Obst Productions/Syncopy                                              | [ 72 ] |
| 2015 | La Lego pel·lícula                                                   | Phil Lord (director, guionista, història), Christopher Miller (director, guionista, història), Dan Hageman (història), Kevin Hageman (història) | Warner Bros. Pictures/Village Roadshow/RatPac-Dune Entertainment/LEGO System A/S/Vertigo Entertainment/Lin Pictures                     | [ 72 ] |
| 2016 | The Martian*                                                         | Ridley Scott (director), Drew Goddard (guionista), Andy Weir (novel·la original) | Scott Free Productions/Kinberg Genre/TSG Entertainment/20th Century Fox                                                                 | [ 73 ] |
| 2016 | Avengers: Age of Ultron                                              | Joss Whedon (director, guionista) | Marvel Studios/Walt Disney Studios Motion Pictures                                                                                      | [ 73 ] |
| 2016 | Ex Machina                                                           | Alex Garland (director, guionista) | Film4/DNA Films/Universal Pictures | [ 73 ] |
| 2016 | Mad Max: fúria a la carretera                                        | George Miller (director, guionista), Brendan McCarthy (guionista), Nico Lathouris (guionista) | Village Roadshow Pictures/Kennedy Miller Mitchell/RatPac-Dune Entertainment/Warner Bros. Pictures                                       | [ 73 ] |
| 2016 | Star Wars episodi VII: El despertar de la força                      | J. J. Abrams (director, guionista), Lawrence Kasdan (guionista), Michael Arndt (guionista) | Lucasfilm Ltd./Bad Robot Productions/Walt Disney Studios Motion Pictures                                                                | [ 73 ] |
| 2017 | Arrival*                                                             | Denis Villeneuve (director), Eric Heisserer (guionista), Ted Chiang (història original) | 21 Laps Entertainment/FilmNation Entertainment/Lava Bear Films                                                                          | [ 21 ] |
| 2017 | Deadpool                                                             | Tim Miller (director), Rhett Reese (guionista), Paul Wernick (guionista) | Twentieth Century Fox Film Corporation/Marvel Entertainment/Kinberg Genre/The Donners' Company/TSG Entertainment                        | [ 21 ] |
| 2017 | Caçafantasmes                                                        | Paul Feig (director, guionista), Katie Dippold (guionista) | Columbia Pictures/LStar Capital/Village Roadshow Pictures/Pascal Pictures/Feigco Entertainment/Ghostcorps/The Montecito Picture Company | [ 21 ] |
| 2017 | Figures Ocultes                                                      | Theodore Melfi (director, guionista), Allison Schroeder (guionista) | Fox 2000 Pictures/Chernin Entertainment/Levantine Films/TSG Entertainment                                                               | [ 21 ] |
| 2017 | Rogue One: A Star Wars Story                                         | Gareth Edwards (director), Chris Weitz (guionista), Tony Gilroy (guionista) | Lucasfilm/Allison Shearmur Productions/Black Hangar Studios/Stereo D/Walt Disney Pictures                                               | [ 21 ] |
| 2017 | Stranger Things (temporada 1)                                        | The Duffer Brothers (creadors) | 21 Laps Entertainment/Monkey Massacre                                                                                                   | [ 21 ] |
| 2018 | Wonder Woman*                                                        | Patty Jenkins (director), Allan Heinberg (guionista, història), Zack Snyder (història), Jason Fuchs (story) | DC Films/Warner Brothers | [ 22 ] |
| 2018 | Blade Runner 2049                                                    | Denis Villeneuve (director), Hampton Fancher (guionista), Michael Green (guionista) | Alcon Entertainment/Bud Yorkin Productions/Torridon Films/Columbia Pictures                                                             | [ 22 ] |
| 2018 | Get Out                                                              | Jordan Peele (director, guionista) | Blumhouse Productions/Monkeypaw Productions/QC Entertainment                                                                            | [ 22 ] |
| 2018 | The Shape of Water                                                   | Guillermo del Toro (director, guionista), Vanessa Taylor (guionista) | TSG Entertainment/Disney Double Dare You/Fox Searchlight Pictures                                                                       | [ 22 ] |
| 2018 | Star Wars: Els últims Jedi                                           | Rian Johnson (director, guionista) | Lucasfilm | [ 22 ] |
| 2018 | Thor: Ragnarok                                                       | Taika Waititi (director), Eric Pearson (guionista), Craig Kyle (guionista), Christopher Yost (guionista) | Marvel Studios | [ 22 ] |
| 2019 | Spider-Man: Un nou univers*                                          | Bob Persichetti (director), Peter Ramsey (director), Rodney Rothman (director, guionista), Phil Lord (guionista) | Sony | [ 74 ] |
| 2019 | Annihilation                                                         | Alex Garland (director, guionista), Jeff VanderMeer (novel·la original) | Paramount Pictures/Skydance Media | [ 74 ] |
| 2019 | Avengers: Infinity War                                               | Anthony Russo (director), Joe Russo (director), Christopher Markus (guionista), Stephen McFeely (guionista) | Marvel Studios | [ 74 ] |
| 2019 | Black Panther                                                        | Ryan Coogler (director, guionista), Joe Robert Cole (guionista) | Marvel Studios | [ 74 ] |
| 2019 | Un lloc tranquil                                                     | John Krasinski (director, guionista), Scott Beck (guionista), Bryan Woods (guionista) | Platinum Dunes/Sunday Night | [ 74 ] |
| 2019 | Sorry to Bother You                                                  | Boots Riley (director, guionista) | Annapurna Pictures | [ 74 ] |
| 2020 | Bons averanys*                                                       | Douglas Mackinnon (director), Neil Gaiman (guionista, novel·la original), Terry Pratchett (novel·la original) | Amazon Studios | [ 75 ] |
| 2020 | Avengers: Endgame                                                    | Anthony Russo (director), Joe Russo (director), Christopher Markus (guionista), Stephen McFeely (guionista) | Marvel Studios | [ 75 ] |
| 2020 | Captain Marvel                                                       | Anna Boden i Ryan Fleck (directors, guionistes), Geneva Robertson-Dworet (guionista) | Marvel Studios | [ 75 ] |
| 2020 | Russian Doll (season one)                                            | Natasha Lyonne (cocreador, director), Leslye Headland (cocreador, director), Amy Poehler (cocreador), Jamie Babbit (director) | Netflix | [ 75 ] |
| 2020 | Star Wars: L'ascens de Skywalker                                     | J. J. Abrams (director, guionista), Chris Terrio (guionista) | Lucasfilm | [ 75 ] |
| 2020 | Us                                                                   | Jordan Peele (director, guionista) | Monkeypaw Productions | [ 75 ] |
| 2021 | The Old Guard*                                                       | Gina Prince-Bythewood (director), Greg Rucka (guionista) | Netflix/Skydance Media | [ 76 ] |
| 2021 | Birds of Prey (and the Fantabulous Emancipation of One Harley Quinn) | Cathy Yan (director), Christina Hodson (guionista) | Warner Bros. | [ 76 ] |
| 2021 | Eurovision Song Contest: The Story of Fire Saga                      | David Dobkin (director), Will Ferrell (guionista), Andrew Steele (guionista) | European Broadcasting Union/Netflix | [ 76 ] |
| 2021 | Palm Springs                                                         | Max Barbakow (director), Andy Siara (guionista) | Limelight/Sun Entertainment Culture/The Lonely Island/Culmination Productions/Neon/Hulu/Amazon Prime                                    | [ 76 ] |
| 2021 | Soul                                                                 | Pete Docter (director, guionista), Mike Jones (guionista), Kemp Powers (guionista), Dana Murray (productor) | Pixar Animation Studios/Walt Disney Pictures                                                                                            | [ 76 ] |
| 2021 | Tenet                                                                | Christopher Nolan (director, guionista) | Warner Bros./Syncopy | [ 76 ] |
| 2022 | Dune*                                                                | Denis Villeneuve (director, guionista), Jon Spaihts (guionista), Eric Roth (guionista), Frank Herbert (novel·la original) | Warner Bros./Legendary Entertainment | [ 77 ] |
| 2022 | Encanto                                                              | Jared Bush (director, guionista), Charise Castro Smith (director, guionista), Byron Howard (director) | Walt Disney Studios Motion Pictures | [ 77 ] |
| 2022 | The Green Knight                                                     | David Lowery (director, guionista) | BRON Studios/A24 | [ 77 ] |
| 2022 | Shang-Chi and the Legend of the Ten Rings                            | Destin Daniel Cretton (director, guionista), Dave Callaham (guionista), Andrew Lanham (guionista) | Walt Disney Studios Motion Pictures | [ 77 ] |
| 2022 | Space Sweepers                                                       | Jo Sung-hee (director, guionista), Yookang Seo-ae (guionista), Yoon Seung-min (guionista) | Bidangil Pictures | [ 77 ] |
| 2022 | WandaVision                                                          | Jac Schaeffer (creator, writer), Matt Shakman (director), Gretchen Enders (escriptor), Megan McDonnell (escriptor), Bobak Esfarjani (escriptor), Peter Cameron (escriptor), Mackenzie Dohr (escriptor), Chuck Hayward (escriptor), Cameron Squires (escriptor), Laura Donney (escriptor) | Disney+ | [ 77 ] |
| 2023 | Tot a la vegada a tot arreu*                                         | Daniel Kwan (director, guionista), Daniel Scheinert (director, guionista) | IAC Films/Gozie AGBO | [ 78 ] |
| 2023 | Avatar: El sentit de l'aigua                                         | James Cameron (director, guionista), Rick Jaffa (guionista), Amanda Silver (guionista) | Lightstorm Entertainment/TSG Entertainment II                                                                                           | [ 78 ] |
| 2023 | Black Panther: Wakanda Forever                                       | Ryan Coogler (director, guionista), Joe Robert Cole (guionista) | Marvel Studios | [ 78 ] |
| 2023 | Nope                                                                 | Jordan Peele (director, guionista) | Universal Pictures/Monkeypaw Productions                                                                                                | [ 78 ] |
| 2023 | Severance (temporada 1)                                              | Ben Stiller (director), Aoife McArdle (director), Dan Erickson (creator, guionista), Anna Ouyang Moench (escriptora), Andrew Colville (escriptor), Kari Drake (escriptor), Amanda Overton (escriptor), Helen Leigh (escriptor), Chris Black (escriptor)                                  | Red Hour Productions/Fifth Season | [ 78 ] |
| 2023 | Red                                                                  | Domee Shi (director, guionista), Julia Cho (guionista) | Walt Disney Studios/Pixar Animation Studios                                                                                             | [ 78 ] |
| 2024 | Barbie                                                               | Greta Gerwig (director, guionista), Noah Baumbach (guionista) | Warner Bros. | [ 79 ] |
| 2024 | Dungeons & Dragons: Honor Among Thieves                              | John Francis Daley (director, guionista), Jonathan Goldstein (director, guionista), Michael Gilio (guionista) | Paramount Pictures | [ 79 ] |
| 2024 | Nimona                                                               | Nick Bruno (director), Troy Quane (director), Robert L. Baird (guionista), Lloyd Taylor (guionista) | Annapurna Animation | [ 79 ] |
| 2024 | Poor Things                                                          | Yorgos Lanthimos (director), Tony McNamara (guionista) | Element Pictures | [ 79 ] |
| 2024 | Spider-Man: creuant el Multivers                                     | Joaquim Dos Santos (director), Kemp Powers (director), Justin K. Thompson (director), Phil Lord (guionista), Christopher Miller (guionista), Dave Callaham (guionista) | Columbia Pictures/Marvel Entertainment/Avi Arad Productions/Lord Miller/Pascal Pictures/Sony Pictures Animation                         | [ 79 ] |
| 2024 | The Wandering Earth 2                                                | Frant Gwo (director, guionista), Yang Zhixue (guionista), Wang Hongwei (guionista), Liu Cixin (història original) | CFC Pictures/G!Film (Beijing) Studio Co./Beijing Dengfeng International Culture Communication Co./China Film Co.                        | [ 79 ] |
| 2025 | Dune: Part 2                                                         | Denis Villeneuve (director, guionista), Jon Spaihts (guionista), | Legendary Pictures/Warner Bros. Pictures                                                                                                | [ 80 ] |
| 2025 | Flow                                                                 | Gints Zilbalodis (director, guionista), Matīss Kaža (guionista) | Dream Well Studio | [ 80 ] |
| 2025 | Furiosa: De la saga Mad Max                                          | George Miller (director, guionista), Nico Lathouris (guionista) | Warner Bros. Pictures | [ 80 ] |
| 2025 | I Saw the TV Glow                                                    | Jane Schoenbrun (director, guionista) | Fruit Tree/Smudge Films/A24 | [ 80 ] |
| 2025 | Wicked                                                               | Jon M. Chu (director), Winnie Holzman (guionista), Dana Fox (guionista) | Universal Pictures | [ 80 ] |
| 2025 | The Wild Robot                                                       | Chris Sanders (director, guionista), Peter Brown (novel·la original) | DreamWorks Animation | [ 80 ] |

#### Forma curta
| Any  | Treball                                                                                                  | Creador(s) | Productor(s)                                                                      | Ref.   |
| ---- | --- | --- | --------------------------------------------------------------------------------- | ------ |
| 2003 | Buffy the Vampire Slayer: "Conversations with Dead People"*                                              | Nick Marck (director), Jane Espenson (guionista), Drew Goddard (guionista) | 20th Century Fox Television/Mutant Enemy Productions                              | [ 61 ] |
| 2003 | Angel: "Waiting in the Wings"                                                                            | Joss Whedon (director, guionista) | 20th Century Fox Television/Mutant Enemy Productions                              | [ 61 ] |
| 2003 | Firefly: "Serenity"                                                                                      | Joss Whedon (director, guionista) | 20th Century Fox Television/Mutant Enemy Productions                              | [ 61 ] |
| 2003 | Star Trek: Enterprise: "Carbon Creek"                                                                    | James A. Contner (director), Chris Black (guionista), Rick Berman (història), Brannon Braga (història), Dan O'Shannon (història)                                                                                   | Paramount Pictures                                                                | [ 61 ] |
| 2003 | Star Trek: Enterprise: "A Night in Sickbay"                                                              | David Straiton (director), Rick Berman (guionista), Brannon Braga (guionista) | Paramount Pictures                                                                | [ 61 ] |
| 2004 | Discurs d'acceptació de Gollum del Premis MTV Movie de 2003*                                             | Fran Walsh (director, guionista), Philippa Boyens (director, guionista), Peter Jackson (director, guionista) | Wingnut Films/New Line Cinema                                                     | [ 62 ] |
| 2004 | Buffy the Vampire Slayer: "Chosen"                                                                       | Joss Whedon (director, guionista) | 20th Century Fox Television/Mutant Enemy Productions                              | [ 62 ] |
| 2004 | Firefly: "Heart of Gold"                                                                                 | Thomas J. Wright (director), Brett Matthews (guionista) | 20th Century Fox Television/Mutant Enemy Productions                              | [ 62 ] |
| 2004 | Firefly: "The Message"                                                                                   | Tim Minear (director, guionista), Joss Whedon (guionista) | 20th Century Fox Television/Mutant Enemy Productions                              | [ 62 ] |
| 2004 | Smallville: "Rosetta"                                                                                    | James Marshall (director), Alfred Gough (guionista), Miles Millar (guionista) | Tollin/Robbins Productions/Warner Bros.                                           | [ 62 ] |
| 2005 | Battlestar Galactica: "33"*                                                                              | Michael Rymer (director), Ronald D. Moore (guionista) | NBC Universal/Sci Fi Channel                                                      | [ 63 ] |
| 2005 | Angel: "Not Fade Away"                                                                                   | Jeffrey Jackson Bell (director, guionista), Joss Whedon (guionista) | 20th Century Fox Television/Mutant Enemy Productions                              | [ 63 ] |
| 2005 | Angel: "Smile Time"                                                                                      | Ben Edlund (director, guionista, història), Joss Whedon (història) | 20th Century Fox Television/Mutant Enemy Productions                              | [ 63 ] |
| 2005 | Lost: "Pilot"                                                                                            | J. J. Abrams (director, guionista, història), Damon Lindelof (guionista, història), Jeffrey Lieber (història) | Touchstone Pictures/Bad Robot                                                     | [ 63 ] |
| 2005 | Stargate SG-1: "Heroes"                                                                                  | Andy Mikita (director), Robert C. Cooper (guionista) | Metro-Goldwyn-Mayer/Sci Fi Channel                                                | [ 63 ] |
| 2006 | Doctor Who: "El nen buit" (The Empty Child)/"El doctor balla" (The Doctor Dances)*                       | James Hawes (director), Steven Moffat (guionista) | BBC Cymru Wales/BBC One                                                           | [ 20 ] |
| 2006 | Battlestar Galactica: "Pegasus"                                                                          | Michael Rymer (director), Anne Cofell Saunders (guionista) | NBC Universal/British Sky Broadcasting                                            | [ 20 ] |
| 2006 | Doctor Who: "Dalek"                                                                                      | Joe Ahearne (director), Robert Shearman (guionista) | BBC Cymru Wales/BBC One                                                           | [ 20 ] |
| 2006 | Doctor Who: "El dia del pare" (Father's Day)                                                             | Joe Ahearne (director), Paul Cornell (guionista) | BBC Cymru Wales/BBC One                                                           | [ 20 ] |
| 2006 | Jack-Jack Attack                                                                                         | Brad Bird (director, guionista) | The Walt Disney Company/Pixar                                                     | [ 20 ] |
| 2006 | Lucas Back in Anger                                                                                      | Phil Raines (director, guió), Ian Sorensen (guió) | Reductio Ad Absurdum Productions                                                  | [ 20 ] |
| 2006 | Prix Victor Hugo Awards Ceremony                                                                         | Paul J. McAuley (intèrpret, guió), Kim Newman (performer, guió), Mike Moir (director), Debby Moir (director) | Interaction Events                                                                | [ 20 ] |
| 2007 | Doctor Who: "La noia de la llar de foc" (The Girl in the Fireplace)*                                     | Euros Lyn (director), Steven Moffat (guionista) | BBC Cymru Wales/BBC One                                                           | [ 64 ] |
| 2007 | Battlestar Galactica: "Downloaded"                                                                       | Jeff Woolnough (director), Bradley Thompson (guionista), David Weddle (guionista) | NBC Universal/British Sky Broadcasting                                            | [ 64 ] |
| 2007 | Doctor Who: "Exèrcit de fantasmes" (Army of Ghosts)/"La fi del món" (Doomsday)                           | Graeme Harper (director), Russell T Davies (guionista) | BBC Cymru Wales/BBC One                                                           | [ 64 ] |
| 2007 | Doctor Who: "Reunió a l'escola" (School Reunion)                                                         | James Hawes (director), Toby Whithouse (guionista) | BBC Cymru Wales/BBC One                                                           | [ 64 ] |
| 2007 | Stargate SG-1: "200"                                                                                     | Martin Wood (director), Brad Wright (guionista), Robert C. Cooper (guionista), Joseph Mallozzi (guionista), Paul Mullie (guionista), Carl Binder (guionista), Martin Gero (guionista), Alan McCullough (guionista) | Double Secret Productions/NBC Universal                                           | [ 64 ] |
| 2008 | Doctor Who: "Parpelleig" (Blink)*                                                                        | Hettie MacDonald (director), Steven Moffat (guionista) | BBC                                                                               | [ 65 ] |
| 2008 | Battlestar Galactica: "Razor"                                                                            | Félix Enríquez Alcalá (director), Wayne Rose (director), Michael Taylor (guionista) | Sci Fi Channel                                                                    | [ 65 ] |
| 2008 | Doctor Who: "Naturalesa humana" (Human Nature)/"Família de sang" (The Family of Blood)                   | Charles Palmer (director), Paul Cornell (guionista) | BBC                                                                               | [ 65 ] |
| 2008 | Star Trek New Voyages: "World Enough and Time"                                                           | Marc Scott Zicree (director, guionista), Michael Reaves (guionista) | Cawley Entertainment Company/The Magic Time Company                               | [ 65 ] |
| 2008 | Torchwood: "Captain Jack Harkness"                                                                       | Ashley Way (director), Catherine Tregenna (guionista) | BBC Cymru Wales                                                                   | [ 65 ] |
| 2009 | Dr. Horrible's Sing-Along Blog*                                                                          | Joss Whedon (director, guionista), Zack Whedon (guionista), Jed Whedon (guionista), Maurissa Tancharoen (guionista)                                                                                                | Mutant Enemy Productions                                                          | [ 66 ] |
| 2009 | Battlestar Galactica: "Revelations"                                                                      | Michael Rymer (director), Bradley Thompson (guionista), David Weddle (guionista) | NBC Universal                                                                     | [ 65 ] |
| 2009 | Doctor Who: "Silenci a la biblioteca" (Silence in the Library)/"El bosc dels morts" (Forest of the Dead) | Euros Lyn (director), Steven Moffat (guionista) | BBC Cymru Wales                                                                   | [ 66 ] |
| 2009 | Doctor Who: "Giri a l'esquerra" (Turn Left)                                                              | Graeme Harper (director), Russell T Davies (guionista) | BBC Cymru Wales                                                                   | [ 66 ] |
| 2009 | Lost: "The Constant"                                                                                     | Jack Bender (director), Carlton Cuse (guionista), Damon Lindelof (guionista) | Bad Robot/ABC Studios                                                             | [ 66 ] |
| 2010 | Doctor Who: "Les aigües de Mart" (The Waters of Mars)*                                                   | Graeme Harper (director), Russell T Davies (guionista), Phil Ford (guionista) | BBC Cymru Wales                                                                   | [ 67 ] |
| 2010 | Doctor Who: "El próxim doctor" (The Next Doctor)                                                         | Andy Goddard (director), Russell T Davies (guionista) | BBC Cymru Wales                                                                   | [ 67 ] |
| 2010 | Doctor Who: "El planeta dels morts" (Planet of the Dead)                                                 | James Strong (director), Russell T Davies (guionista), Gareth Roberts (guionista) | BBC Cymru Wales                                                                   | [ 67 ] |
| 2010 | Dollhouse: "Epitaph One"                                                                                 | David Solomon (director), Maurissa Tancharoen (guionista), Jed Whedon (guionista), Joss Whedon (història) | Mutant Enemy Productions                                                          | [ 67 ] |
| 2010 | FlashForward: "No More Good Days"                                                                        | David S. Goyer (director, guionista), Brannon Braga (guionista), Robert J. Sawyer (novel·la original) | American Broadcasting Company                                                     | [ 67 ] |
| 2011 | Doctor Who: "S'obre la Pandorica" (The Pandorica Opens)/"El big bang" (The Big Bang)*                    | Toby Haynes (director), Steven Moffat (guionista) | BBC Cymru Wales                                                                   | [ 68 ] |
| 2011 | Doctor Who: "Cançó de Nadal" (A Christmas Carol)                                                         | Toby Haynes (director), Steven Moffat (guionista) | BBC Cymru Wales                                                                   | [ 68 ] |
| 2011 | Doctor Who: "En Vincent i el Doctor" (Vincent and the Doctor)                                            | Jonny Campbell (director), Richard Curtis (guionista) | BBC Cymru Wales                                                                   | [ 68 ] |
| 2011 | Fuck Me, Ray Bradbury                                                                                    | Paul Briganti (director), Rachel Bloom (guionista) |                                                                                   | [ 68 ] |
| 2011 | The Lost Thing                                                                                           | Shaun Tan (director, història original), Andrew Ruhemann (director) | Passion Pictures                                                                  | [ 68 ] |
| 2012 | Doctor Who: "La dona del doctor" (The Doctor's Wife)*                                                    | Richard Clark (director), Neil Gaiman (guionista) | BBC Cymru Wales                                                                   | [ 69 ] |
| 2012 | Community: "Remedial Chaos Theory"                                                                       | Jeff Melman (director), Dan Harmon (creador), Chris McKenna (guionista) | NBC                                                                               | [ 69 ] |
| 2012 | Doctor Who: "La noia que es va esperar" (The Girl Who Waited)                                            | Nick Hurran (director), Tom MacRae (guionista) | BBC Cymru Wales                                                                   | [ 69 ] |
| 2012 | Doctor Who: "Un home bo va a la guerra" (A Good Man Goes to War)                                         | Peter Hoar (director), Steven Moffat (guionista) | BBC Cymru Wales                                                                   | [ 69 ] |
| 2012 | The Drink Tank's Hugo Acceptance Speech                                                                  | Christopher J Garcia, James Bacon | Renovation                                                                        | [ 69 ] |
| 2013 | Game of Thrones: "Blackwater"*                                                                           | Neil Marshall (director), George R. R. Martin (original novel, guionista) | HBO                                                                               | [ 70 ] |
| 2013 | Doctor Who: "Asylum of the Daleks"                                                                       | Nick Hurran (director), Steven Moffat (guionista) | BBC Cymru Wales                                                                   | [ 70 ] |
| 2013 | Doctor Who: "The Angels Take Manhattan"                                                                  | Nick Hurran (director), Steven Moffat (guionista) | BBC Cymru Wales                                                                   | [ 70 ] |
| 2013 | Doctor Who: "The Snowmen"                                                                                | Saul Metzstein (director), Steven Moffat (guionista) | BBC Cymru Wales                                                                   | [ 70 ] |
| 2013 | Fringe: "Letters of Transit"                                                                             | Joe Chappelle (director), J. J. Abrams, Alex Kurtzman, Roberto Orci, Akiva Goldsman, J. H. Wyman, Jeff Pinkner (guionista)                                                                                         | Fox Broadcasting Company                                                          | [ 70 ] |
| 2014 | Game of Thrones: "The Rains of Castamere"*                                                               | David Nutter (director), David Benioff (guionista), D. B. Weiss (guionista), George R. R. Martin (novel·la original)                                                                                               | HBO                                                                               | [ 71 ] |
| 2014 | An Adventure in Space and Time                                                                           | Terry McDonough (director), Mark Gatiss (guionista) | BBC Television                                                                    | [ 71 ] |
| 2014 | Doctor Who: "The Day of the Doctor"                                                                      | Nick Hurran (director), Steven Moffat (guionista) | BBC Television                                                                    | [ 71 ] |
| 2014 | Doctor Who: "The Name of the Doctor"                                                                     | Saul Metzstein (director), Steven Moffat (guionista) | BBC Television                                                                    | [ 71 ] |
| 2014 | The Five(ish) Doctors Reboot                                                                             | Peter Davison (director, guionista) | BBC Television                                                                    | [ 71 ] |
| 2014 | Orphan Black: "Variations under Domestication"                                                           | John Fawcett (director), Will Pascoe (guionista) | Temple Street Productions/Space/BBC America                                       | [ 71 ] |
| 2015 | Orphan Black: "By Means Which Have Never Yet Been Tried"*                                                | John Fawcett (director), Graeme Manson (guionista) | Temple Street Productions, Space/BBC America                                      | [ 72 ] |
| 2015 | Doctor Who: "Listen"                                                                                     | Douglas Mackinnon (director), Steven Moffat (guionista) | BBC Television                                                                    | [ 72 ] |
| 2015 | The Flash: "Pilot"                                                                                       | David Nutter (director), Andrew Kreisberg (guionista, història), Geoff Johns (guionista, història), Greg Berlanti (guionista, història)                                                                            | Berlanti Productions/DC Entertainment/Warner Bros. Television                     | [ 72 ] |
| 2015 | Game of Thrones: "The Mountain and the Viper"                                                            | Alex Graves (director), David Benioff (guionista), D. B. Weiss (guionista), George R. R. Martin (novel·la original)                                                                                                | HBO/Bighead, Littlehead/Television 360/Startling Television/Generator Productions | [ 72 ] |
| 2015 | Grimm: "Once We Were Gods"                                                                               | Steven DePaul (director), Alan Di Fiore (guionista) | GK Productions/Hazy Mills Productions/Universal Television                        | [ 72 ] |
| 2016 | Jessica Jones: "AKA Smile"*                                                                              | Michael Rymer (director), Scott Reynolds (guionista), Melissa Rosenberg (guionista), Jamie King (guionista) | Marvel Television/ABC Studios/Tall Girls Productions/Netflix                      | [ 73 ] |
| 2016 | Doctor Who: "Heaven Sent"                                                                                | Rachel Talalay (director), Steven Moffat (guionista) | BBC Television                                                                    | [ 73 ] |
| 2016 | Grimm: "Headache"                                                                                        | Jim Kouf (director), Jim Kouf (guionista), David Greenwalt (guionista) | GK Productions/Hazy Mills Productions/Universal Television                        | [ 73 ] |
| 2016 | My Little Pony: Friendship Is Magic: "The Cutie Map" Parts 1 i 2                                         | Jayson Thiessen (director), Jim Miller (director), Scott Sonneborn (guionista), M.A. Larson (guionista), Meghan McCarthy (guionista)                                                                               | DHX Media/Vancouver/Hasbro Studios                                                | [ 73 ] |
| 2016 | Supernatural: "Just My Imagination"                                                                      | Richard Speight, Jr. (director), Jenny Klein (guionista) | Kripke Enterprises/Wonderland Sound and Vision/Warner Bros. Television            | [ 73 ] |
| 2017 | The Expanse: "Leviathan Wakes"*                                                                          | Terry McDonough (director), Mark Fergus i Hawk Ostby (guionista), James S. A. Corey (novel·la original) | SyFy                                                                              | [ 21 ] |
| 2017 | Black Mirror: "San Junipero"                                                                             | Owen Harris (director), Charlie Brooker (guionista) | House of Tomorrow                                                                 | [ 21 ] |
| 2017 | Doctor Who: "The Return of Doctor Mysterio"                                                              | Edward Bazalgette (director), Steven Moffat (guionista) | BBC Television                                                                    | [ 21 ] |
| 2017 | Game of Thrones: "Battle of the Bastards"                                                                | Miguel Sapochnik (director), David Benioff (guionista), D. B. Weiss (guionista), George R. R. Martin (novel·la original)                                                                                           | HBO                                                                               | [ 21 ] |
| 2017 | Game of Thrones: "The Door"                                                                              | Jack Bender (director), David Benioff (guionista), D. B. Weiss (guionista), George R. R. Martin (novel·la original)                                                                                                | HBO                                                                               | [ 21 ] |
| 2017 | Splendor & Misery                                                                                        | Clipping (Daveed Diggs, William Hutson, Jonathan Snipes) | Sub Pop, Deathbomb Arc                                                            | [ 21 ] |
| 2018 | The Good Place: "The Trolley Problem"*                                                                   | Dean Holland (director), Josh Siegal (guionista), Dylan Morgan (guionista) | Fremulon/3 Arts Entertainment/Universal Television                                | [ 22 ] |
| 2018 | Black Mirror: "USS Callister"                                                                            | Toby Haynes (director), William Bridges (guionista), Charlie Brooker (guionista) | House of Tomorrow                                                                 | [ 22 ] |
| 2018 | "The Deep"                                                                                               | Clipping (Daveed Diggs, William Hutson, Jonathan Snipes) | This American Life                                                                | [ 22 ] |
| 2018 | Doctor Who: "Twice Upon a Time"                                                                          | Rachel Talalay (director), Steven Moffat (guionista) | BBC Television                                                                    | [ 22 ] |
| 2018 | The Good Place: "Michael's Gambit"                                                                       | Michael Schur (director, guionista) | Fremulon/3 Arts Entertainment/Universal Television                                | [ 22 ] |
| 2018 | Star Trek: Discovery: "Magic to Make the Sanest Man Go Mad"                                              | David M. Barrett (director), Aron Eli Coleite (guionista), Jesse Alexander (guionista) | CBS Television Studios                                                            | [ 22 ] |
| 2019 | The Good Place: "Janet(s)"*                                                                              | Morgan Sackett (director), Josh Siegal (guionista), Dylan Morgan (guionista) | NBC                                                                               | [ 74 ] |
| 2019 | Dirty Computer                                                                                           | Andrew Donoho, Chuck Lightning (director), Janelle Monáe (guionista) | Wondaland Arts Society/Bad Boy Records/Atlantic Records                           | [ 74 ] |
| 2019 | Doctor Who: "Demons of the Punjab"                                                                       | Jamie Childs (director), Vinay Patel (guionista) | BBC                                                                               | [ 74 ] |
| 2019 | Doctor Who: "Rosa"                                                                                       | Mark Tonderai (director), Malorie Blackman (guionista), Chris Chibnall (guionista) | BBC                                                                               | [ 74 ] |
| 2019 | The Expanse: "Abaddon's Gate"                                                                            | Simon Cellan Jones (director), Daniel Abraham (guionista, novel·la original), Ty Franck (guionista, novel·la original), Naren Shankar (guionista)                                                                  | Penguin in a Parka/Alcon Entertainment                                            | [ 74 ] |
| 2019 | The Good Place: "Jeremy Bearimy"                                                                         | Trent O'Donnell (director), Megan Amram (guionista) | NBC                                                                               | [ 74 ] |
| 2020 | The Good Place: "The Answer"*                                                                            | Valeria Migliassi Collins (director), Daniel Schofield (guionista) | NBC                                                                               | [ 75 ] |
| 2020 | Doctor Who: "Resolution"                                                                                 | Wayne Yip (director), Chris Chibnall (guionista) | BBC                                                                               | [ 75 ] |
| 2020 | The Expanse: "Cibola Burn"                                                                               | Breck Eisner (director), Daniel Abraham (guionista, novel·la original), Ty Franck (guionista, novel·la original), Naren Shankar (guionista)                                                                        | Amazon Prime Video                                                                | [ 75 ] |
| 2020 | The Mandalorian: "Chapter 8: Redemption"                                                                 | Taika Waititi (director), Jon Favreau (guionista) | Disney+                                                                           | [ 75 ] |
| 2020 | Watchmen: "A God Walks into Abar"                                                                        | Nicole Kassell (director), Jeff Jensen (guionista), Damon Lindelof (guionista) | HBO                                                                               | [ 75 ] |
| 2020 | Watchmen: "This Extraordinary Being"                                                                     | Stephen Williams (director), Damon Lindelof (guionista), Cord Jefferson (guionista) | HBO                                                                               | [ 75 ] |
| 2021 | The Good Place: "Whenever You're Ready"*                                                                 | Michael Schur (director, guionista) | Fremulon/3 Arts Entertainment/Universal Television                                | [ 76 ] |
| 2021 | Doctor Who: "Fugitive of the Judoon"                                                                     | Nida Manzoor (director), Vinay Patel (guionista), Chris Chibnall (guionista) | BBC                                                                               | [ 76 ] |
| 2021 | The Expanse: "Gaugamela"                                                                                 | Nick Gomez (director), Dan Nowak (guionista), Daniel Abraham (novel·la original), Ty Franck (guionista, novel·la original)                                                                                         | Alcon Entertainment/Alcon Television Group/Amazon Studios/Hivemind/Just So        | [ 76 ] |
| 2021 | She-Ra and the Princesses of Power: "Heart"                                                              | Jen Bennett (director), Kiki Manrique (director), Josie Campbell (guionista), ND Stevenson (guionista) | DreamWorks Animation Television/Netflix                                           | [ 76 ] |
| 2021 | The Mandalorian: "Chapter 13: The Jedi"                                                                  | Dave Filoni (director, guionista) | Golem Creations/Lucasfilm/Disney+                                                 | [ 76 ] |
| 2021 | The Mandalorian: "Chapter 16: The Rescue"                                                                | Peyton Reed (director), Jon Favreau (guionista) | Golem Creations/Lucasfilm/Disney+                                                 | [ 76 ] |
| 2022 | The Expanse: "Nemesis Games"*                                                                            | Breck Eisner (director), Daniel Abraham (guionista, novel·la original), Ty Franck (guionista, novel·la original), Naren Shankar (guionista)                                                                        | Amazon Studios                                                                    | [ 77 ] |
| 2022 | Arcane: "The Monster You Created"                                                                        | Pascal Charrue (director), Arnaud Delord (director), Christian Linke (guionista, història), Alex Yee (guionista, història), Conor Sheehy, (història), Ash Brannon (història)                                       | Netflix                                                                           | [ 77 ] |
| 2022 | For All Mankind: "The Grey"                                                                              | Sergio Mimica-Gezzan (director), Matt Wolpert (guionista), Ben Nevidi (guionista) | Tall Ship Productions/Sony Pictures Television                                    | [ 77 ] |
| 2022 | Loki: "The Nexus Event"                                                                                  | Michael Waldron (creador), Kate Herron (director), Eric Martin (guionista) | Disney+                                                                           | [ 77 ] |
| 2022 | Star Trek: Lower Decks: "wej Duj"                                                                        | Bob Suarez (director), Kathryn Lyn (guionista) | CBS Eye Animation Productions                                                     | [ 77 ] |
| 2022 | La roda del temps: "The Flame of Tar Valon"                                                              | Salli Richardson-Whitfield (director), Justine Juel Gillmer (guionista), Robert Jordan (novel·les originals) | Amazon Studios                                                                    | [ 77 ] |
| 2023 | The Expanse: "Babylon's Ashes"*                                                                          | Breck Eisner (director), Daniel Abraham (guionista, novel·la original), Ty Franck (guionista, novel·la original), Naren Shankar (guionista)                                                                        | Alcon Entertainment                                                               | [ 78 ] |
| 2023 | Andor: "One Way Out"                                                                                     | Toby Haynes (director), Beau Willimon (guionista), Tony Gilroy (creador), George Lucas (basat en La guerra de les galàxies)                                                                                        | Lucasfilm                                                                         | [ 78 ] |
| 2023 | Andor: "Rix Road"                                                                                        | Benjamin Caron (director), Tony Gilroy (creador, guionista), George Lucas (basat en La guerra de les galàxies) | Lucasfilm                                                                         | [ 78 ] |
| 2023 | For All Mankind: "Stranger in a Strange Land"                                                            | Craig Zisk (director), Matt Wolpert (guionista), Ben Nedivi (guionista) | Tall Ship Productions/Sony Pictures Television                                    | [ 78 ] |
| 2023 | She-Hulk: Attorney at Law: "Whose Show Is This?"                                                         | Kat Coiro (director), Jessica Gao (guionista), Francesca Gailes (guionista), Jacqueline Gailes (guionista) | Marvel Entertainment                                                              | [ 78 ] |
| 2023 | Stranger Things: "Chapter Four: Dear Billy"                                                              | Shawn Levy (director), Matt Duffer (creador), Ross Duffer (creador), Paul Dichter (guionista) | 21 Laps Entertainment                                                             | [ 78 ] |
| 2024 | Doctor Who: "The Giggle"                                                                                 | Chanya Button (director), Russell T. Davies (guionista) | Bad Wolf/BBC                                                                      | [ 79 ] |
| 2024 | Loki: "Glorious Purpose"                                                                                 | Justin Benson (director), Aaron Moorhead (director), Eric Martin (guionista), Michael Waldron (guionista), Katharyn Blair (guionista)                                                                              | Marvel Entertainment/Disney+                                                      | [ 79 ] |
| 2024 | The Last of Us: "Long, Long Time"                                                                        | Peter Hoar (director), Craig Mazin (guionista), Neil Druckmann (guionista) | Naughty Dog/Sony Pictures                                                         | [ 79 ] |
| 2024 | Star Trek: Strange New Worlds: "Those Old Scientists"                                                    | Jonathan Frakes (director), Kathryn Lyn (guionista), Bill Wolkoff (guionista) | CBS/Paramount+                                                                    | [ 79 ] |
| 2024 | Star Trek: Strange New Worlds: "Subspace Rhapsody"                                                       | Dermott Downs (director), Dana Horgan (guionista), Bill Wolkoff (guionista) | CBS/Paramount+                                                                    | [ 79 ] |
| 2024 | Doctor Who: "Wild Blue Yonder"                                                                           | Tom Kingsley (director), Russell T. Davies (guionista) | Bad Wolf/BBC                                                                      | [ 79 ] |
| 2025 | Fallout: "The Beginning"                                                                                 | Wayne Che Yip (director), Gursimran Sandhu (guionista) | Amazon Prime Video                                                                | [ 80 ] |
| 2025 | Agatha All Along: "Death's Hand in Mine"                                                                 | Jac Schaeffer (director), Gia King (guionista), Cameron Squires (guionista) | Marvel/Disney+                                                                    | [ 80 ] |
| 2025 | Doctor Who: "Dot and Bubble"                                                                             | Dylan Holmes Williams (director), Russell T Davies (guionista) | BBC/Disney+                                                                       | [ 80 ] |
| 2025 | Star Trek: Lower Decks: "Fissure Quest"                                                                  | Brandon Williams (director), Lauren McGuire (guionista) | CBS/Paramount+                                                                    | [ 80 ] |
| 2025 | Star Trek: Lower Decks: "The New Next Generation"                                                        | Megan Lloyd (director), Mike McMahan (guionista) | CBS/Paramount+                                                                    | [ 80 ] |
| 2025 | Doctor Who: "73 Yards"                                                                                   | Dylan Holmes Williams (director), Russell T Davies (guionista) | BBC/Disney+                                                                       | [ 80 ] |

## Retro Hugos
A partir de la Worldcon 1996, la World Science Fiction Society va crear el concepte de "Retro Hugos", en el qual el premi Hugo es podia atorgar retroactivament 50, 75 o 100 anys abans. Els retro Hugos només es poden atorgar en els anys en què es va organitzar una Worldcon, però originalment no es va lliurar cap premi. El 1939, 1941, i els premis 1943—1945 es van lliurar 75 anys després; els altres tres premis es van lliurar 50 anys després. El 1946 i el 1951 es va lliurar un premi a la millor representació dramàtica, ja que la categoria encara no s'havia dividit, mentre que el 1939, 1943, 1945, i el 1954 es va lliurar un premi a la millor representació dramàtica en forma curta. La categoria forma llarga no va rebre prou nominacions per a un premi que s'atorgués en aquells anys. Els Retro Hugos de 1941 i 1944 van premiar tant les formes llargues com les curtes.
| Any                 | Any guardonat | Treball                                                     | Creador(s) | Productor(s)                                  | Ref.   |
| ------------------- | ------------- | ----------------------------------------------------------- | --- | --------------------------------------------- | ------ |
| 1939                | 2014          | La guerra dels mons*                                        | Orson Welles (director, guionista), H.G. Wells (novel·la original) | The Mercury Theatre on the Air/CBS            | [ 19 ] |
| 1939                | 2014          | La volta al món en vuitanta dies                            | Orson Welles (director, guionista), Jules Verne (novel·la original) | The Mercury Theatre on the Air/CBS            | [ 19 ] |
| 1939                | 2014          | A Christmas Carol                                           | Orson Welles (director, guionista), Charles Dickens (novel·la original) | The Campbell Playhouse/CBS                    | [ 19 ] |
| 1939                | 2014          | Dracula                                                     | Orson Welles (director, guionista), John Houseman (guionista), Bram Stoker (novel·la original) | The Mercury Theatre on the Air/CBS            | [ 19 ] |
| 1939                | 2014          | R.U.R.                                                      | Jan Bussell (productor), Karel Čapek (obra original) | BBC                                           | [ 19 ] |
| 1941 (Forma llarga) | 2016          | Fantasia*                                                   | Samuel Armstrong et al. (director), Joe Grant (guionista), Dick Huemer (guionista) | Walt Disney Productions, RKO Radio Pictures   | [ 81 ] |
| 1941 (Forma llarga) | 2016          | Dr. Cyclops                                                 | Ernest B. Schoedsack (director), Tom Kilpatrick (guionista) | Paramount Pictures                            | [ 81 ] |
| 1941 (Forma llarga) | 2016          | Flash Gordon Conquers the Universe                          | Ford Beebe (director), Ray Taylor (director), George H. Plympton (screenplay), Basil Dickey (guionista), Barry Shipman (guionista) | Universal Pictures                            | [ 81 ] |
| 1941 (Forma llarga) | 2016          | One Million B.C.                                            | Hal Roach (director), Hal Roach, Jr. (director), Mickell Novack (guionista), George Baker (guionista), Joseph Frickert (guionista) | United Artists                                | [ 81 ] |
| 1941 (Forma llarga) | 2016          | El lladre de Bagdad                                         | Michael Powell (director), Ludwig Berger (director), Tim Whelan (director), Lajos Bíró (guionista), Miles Malleson (guionista) | London Films, United Artists                  | [ 81 ] |
| 1941 (Forma curta)  | 2016          | Pinotxo*                                                    | Ben Sharpsteen (director), Hamilton Luske (director), Ted Sears et al. (guionista) | Walt Disney Productions, RKO Radio Pictures   | [ 81 ] |
| 1941 (Forma curta)  | 2016          | The Adventures of Superman (ràdio): "The Baby from Krypton" | Frank Chase (productor), George Ludlam (guionista) | WOR                                           | [ 81 ] |
| 1941 (Forma curta)  | 2016          | The Invisible Man Returns                                   | Joe May (director, guionista), Kurt Siodmak (guionista), Lester Cole (guionista) | Universal Pictures                            | [ 81 ] |
| 1941 (Forma curta)  | 2016          | Looney Tunes: "You Ought to Be in Pictures"                 | Friz Freleng (director), Jack Miller (guionista) | Warner Bros.                                  | [ 81 ] |
| 1941 (Forma curta)  | 2016          | Merrie Melodies: "A Wild Hare"                              | Tex Avery (director), Rich Hogan (guionista) | Warner Bros.                                  | [ 81 ] |
| 1943                | 2018          | Bambi*                                                      | David Hand et al. (director), Perce Pearce (guionista), Larry Morey et al. (guionista), Felix Salten (novel·la original) | The Walt Disney Company                       | [ 82 ] |
| 1943                | 2018          | La dona pantera                                             | Jacques Tourneur (director), DeWitt Bodeen (guionista), Val Lewton (novel·la original) | RKO Radio Pictures                            | [ 82 ] |
| 1943                | 2018          | The Ghost of Frankenstein                                   | Erle C. Kenton (director), W. Scott Darling (guionista) | Universal Pictures                            | [ 82 ] |
| 1943                | 2018          | M'he casat amb una bruixa                                   | René Clair (director), Robert Pirosh (guionista), Marc Connelly (guionista), Thorne Smith (novel·la original) | Cinema Guild Productions / Paramount Pictures | [ 82 ] |
| 1943                | 2018          | Invisible Agent                                             | Edwin L. Marin (director), Curtis Siodmak (guionista) | Frank Lloyd Productions / Universal Pictures  | [ 82 ] |
| 1943                | 2018          | El llibre de la selva                                       | Zoltan Korda (director), Laurence Stallings (guionista), Rudyard Kipling (novel·la original) | Alexander Korda Films / United Artists        | [ 82 ] |
| 1944 (Forma llarga) | 2019          | Heaven Can Wait*                                            | Ernst Lubitsch (director), Samson Raphaelson (guionista) | 20th Century Fox                              | [ 83 ] |
| 1944 (Forma llarga) | 2019          | The Batman                                                  | Lambert Hillyer (director), Victor McLeod (guionista), Leslie Swabacker (guionista), Harry L. Fraser (guionista) | Columbia Pictures                             | [ 83 ] |
| 1944 (Forma llarga) | 2019          | Cabin in the Sky                                            | Vincente Minnelli (director), Busby Berkeley (director sense acreditar), Joseph Schrank (guionista) | MGM                                           | [ 83 ] |
| 1944 (Forma llarga) | 2019          | A Guy Named Joe                                             | Victor Fleming (director), Frederick Hazlitt Brennan (guionista), Dalton Trumbo (guionista) | MGM                                           | [ 83 ] |
| 1944 (Forma llarga) | 2019          | Münchhausen                                                 | Josef von Báky (director), Erich Kästner (guionista), Rudolph Erich Raspe (guionista) | UFA                                           | [ 83 ] |
| 1944 (Forma llarga) | 2019          | Phantom of the Opera                                        | Arthur Lubin (director), Eric Taylor (guionista), Samuel Hoffenstein (guionista), Hans Jacoby (història) | Universal Pictures                            | [ 83 ] |
| 1944 (Forma curta)  | 2019          | Frankenstein i l'home llop*                                 | Roy William Neil (director), Curt Siodmak (guionista) | Universal Pictures                            | [ 83 ] |
| 1944 (Forma curta)  | 2019          | The Ape Man                                                 | William Beaudine (director), Barney A. Sarecky (guionista) | Banner Productions                            | [ 83 ] |
| 1944 (Forma curta)  | 2019          | Der Fuehrer's Face                                          | Jack Kinney (director), Joe Grant (història), Dick Huemer (història)) | The Walt Disney Company                       | [ 83 ] |
| 1944 (Forma curta)  | 2019          | Passejant amb un zombie                                     | Jacques Tourneur (director), Curt Siodmak (guionista), Ardel Wray (guionista) | RKO Radio Pictures                            | [ 83 ] |
| 1944 (Forma curta)  | 2019          | The Seventh Victim                                          | Mark Robson (director), Charles O'Neal (guionista), DeWitt Bodeen (guionista) | RKO Radio Pictures                            | [ 83 ] |
| 1944 (Forma curta)  | 2019          | Merrie Melodies: "Super-Rabbit"                             | Charles M. Jones (director), Tedd Pierce (història) | Warner Bros.                                  | [ 83 ] |
| 1945 (Forma curta)  | 2020          | The Canterville Ghost*                                      | Jules Dassin (director), Edwin Harvey Blum (guionista), Oscar Wilde (història original) | MGM                                           | [ 84 ] |
| 1945 (Forma curta)  | 2020          | La maledicció de la pantera*                                | Gunther V. Fritsch (director), Robert Wise (director), DeWitt Bodeen (guionista) | RKO Radio Pictures                            | [ 84 ] |
| 1945 (Forma curta)  | 2020          | Donovan's Brain                                             | William Spier (productor, director, editor), Robert L. Richards (guionista), Curt Siodmak (novel·la original) | CBS Radio Network                             | [ 84 ] |
| 1945 (Forma curta)  | 2020          | House of Frankenstein                                       | Erle C. Kenton (director), Edward T. Lowe Jr. (guionista), Curt Siodmak (història original) | Universal Pictures                            | [ 84 ] |
| 1945 (Forma curta)  | 2020          | The Invisible Man's Revenge                                 | Ford Beebe, (director), Bertram Millhauser (guionista) | Universal Pictures                            | [ 84 ] |
| 1945 (Forma curta)  | 2020          | It Happened Tomorrow                                        | René Clair (director, guionista), Dudley Nichols (guionista) | Arnold Pressburger Films                      | [ 84 ] |
| 1946                | 1996          | The Picture of Dorian Gray*                                 | Albert Lewin (director, guionista), Oscar Wilde (novel·la original) | Metro-Goldwyn-Mayer                           | [ 85 ] |
| 1946                | 1996          | L'esperit burleta                                           | David Lean (director, guionista), Anthony Havelock-Allan (guionista), Ronald Neame (screenplay), Noël Coward (original play) | United Artists                                | [ 85 ] |
| 1946                | 1996          | Els lladres de cossos                                       | Robert Wise (director), Philip MacDonald (guionista), Val Lewton (guionista), Robert Louis Stevenson (història original) | RKO Radio Pictures                            | [ 85 ] |
| 1946                | 1996          | The Horn Blows at Midnight                                  | Raoul Walsh (director), Sam Hellman (guionista), James V. Kern (screenplay) | Warner Bros.                                  | [ 85 ] |
| 1946                | 1996          | House of Dracula                                            | Erle C. Kenton (director), Edward T. Lowe, Jr. (guionista) | Universal Studios                             | [ 85 ] |
| 1951                | 2001          | Destination Moon*                                           | Irving Pichel (director), Alford Van Ronkel (guionista), James O'Hanlon (guionista), Robert A. Heinlein (guionista, novel·la original) | George Pal Productions                        | [ 86 ] |
| 1951                | 2001          | La Ventafocs                                                | Clyde Geronimi (director) Wilfred Jackson (director) Hamilton Luske (director) Ken Anderson (guionista), Homer Brightman (guionista), Winston Hibler (guionista), Bill Peet (guionista), Erdman Penner (guionista), Harry Reeves (guionista), Joe Rinaldi (guionista), Ted Sears (guionista), Charles Perrault (història original) | The Walt Disney Company                       | [ 86 ] |
| 1951                | 2001          | Harvey                                                      | Henry Koster (director), Oscar Brodney (guionista), Myles Connolly (guionista), Mary Chase (guionista, obra original) | Universal Studios                             | [ 86 ] |
| 1951                | 2001          | Looney Tunes: "Rabbit of Seville"                           | Chuck Jones (director), Michael Maltese (història) | Warner Bros.                                  | [ 86 ] |
| 1951                | 2001          | Rocketship X-M                                              | Kurt Neumann (director, guionista), Dalton Trumbo (guionista), Orville H. Hampton (guionista) | Lippert Pictures                              | [ 86 ] |
| 1954                | 2004          | La guerra dels mons*                                        | Byron Haskin (director), Barré Lyndon (guionista), H. G. Wells (novel·la original) | Paramount Pictures                            | [ 87 ] |
| 1954                | 2004          | El monstre dels temps remots                                | Eugène Lourié (director), Louis Morheim (guionista), Fred Freiberger (guionista), Ray Bradbury (història original) | Mutual Pictures/Warner Bros.                  | [ 87 ] |
| 1954                | 2004          | Merrie Melodies: "Duck Dodgers in the 24½th Century"        | Chuck Jones (director), Michael Maltese (guionista) | Warner Bros.                                  | [ 87 ] |
| 1954                | 2004          | Els invasors de Mart                                        | William Cameron Menzies (director), Richard Blake (guionista), John Tucker Battle (història) | National Pictures/20th Century Fox            | [ 87 ] |
| 1954                | 2004          | It Came from Outer Space                                    | Jack Arnold (director), Harry Essex (guionista), Ray Bradbury (història original) | Universal Studios                             | [ 87 ] |